# Pandemia de COVID-19 en España
La pandemia de COVID-19 en España es parte de la pandemia de COVID-19 provocada por el coronavirus SARS-CoV-2. El primer caso de COVID-19 en España fue diagnosticado el 31 de enero de 2020 en San Sebastián de La Gomera,La Gomera, mientras que el primer fallecimiento conocido ocurrió el 13 de febrero en Valencia. Se estima que en 2020 la pandemia causó en España más de 80 000 fallecimientos. A enero de 2022 los fallecidos confirmados mediante prueba PCR eran más de 92 591. La gran mayoría de los fallecidos eran personas mayores de 65 años. Según el estudio de seroprevalencia ENE-COVID, uno de cada diez españoles había sido infectado por el virus hasta noviembre de 2020.
Ante la rápida expansión del virus, el 14 de marzo el Gobierno español decretó el estado de alarma en todo el territorio nacional y, amparado en esta medida, limitó la libre circulación de los ciudadanos a actos esenciales como la adquisición de alimentos y medicamentos o acudir a centros médicos o al lugar de trabajo, resultando en un confinamiento de la población en sus lugares de residencia. El 28 de marzo se suspendió toda actividad laboral presencial no esencial durante quince días. El 2 de abril se registró el mayor número de muertes por coronavirus en un día (950). El Congreso de los Diputados fue autorizando sucesivas prórrogas del estado de alarma hasta un total de seis veces. A partir del 28 de abril comenzó el plan de desescalada asimétrica por provincias. A mediados de junio, España era el quinto país en número de casos confirmados, por detrás de Estados Unidos, Brasil, Rusia, y Reino Unido, y el sexto país en número de personas fallecidas, por detrás de Estados Unidos, Brasil, Reino Unido, Italia y Francia.
El 21 de junio, tras 98 días, expiró el estado de alarma y España entró en la llamada «nueva normalidad». A lo largo del verano, sin embargo, se multiplicaron los rebrotes en distintos puntos del país, que no pudieron ser contenidos y degeneraron en transmisión comunitaria. El 21 de octubre España superó el millón de contagiados. El 25 de octubre el Gobierno decretó de nuevo el estado de alarma para hacer frente a la segunda ola de contagios. Se estableció el toque de queda nocturno, dejando en manos de los gobiernos autonómicos las medidas de contención. Cuatro días después, el Congreso aprobó prorrogar el estado de alarma hasta mayo de 2021.
El 27 de diciembre de 2020 comenzó la campaña de vacunación en España con la vacuna de Pfizer y BioNTech, una semana después de ser aprobada por la Agencia Europea de Medicamentos y la Comisión Europea. Posteriormente se sumaron la vacuna de Moderna en enero de 2021, la vacuna de AstraZeneca-Oxford en febrero y la vacuna de Jannsen en abril. El 9 de febrero de 2021 se superaron los tres millones de contagiados. El 13 de julio de 2021 se superaron los cuatro millones de contagiados.
El 14 de julio de 2021 el Tribunal Constitucional sentenció por seis votos contra cinco que el estado de alarma decretado por el Gobierno en marzo de 2020 fue inconstitucional porque para ordenar el confinamiento de la población se tendría que haber declarado el estado de excepción.
El 27 de octubre de 2021 nuevamente el TC vuelve a fallar contra la estrategia jurídica del Gobierno de Pedro Sánchez, declarando inconstitucional el segundo estado de alarma por la falta de control parlamentario sobre el Ejecutivo y la denominada "cogobernanza", al haberse delegado competencias exclusivas del Gobierno central a las comunidades autónomas sin consentimiento expreso del Congreso de los Diputados y del Senado.
Estas sentencias sorprendieron al Gobierno, debido a que el partido político que lo había denunciado había votado a favor de la primera prórroga del primer estado de alarma, a que el propio Tribunal Constitucional no sancionaba penalmente al Gobierno y declaraba que los estados de alarma promulgados eran “necesarios para hacer frente al virus”, y a que el recurso de inconstitucionalidad solo afectaba al apartado de un artículo que regulaba los horarios de paseo por la calle. Al declararse ilegales ambos estados de alarma, se tuvieron que devolver las sanciones impuestas a la ciudadanía.
Hasta el 29 de noviembre de 2023, se contabiliza la cifra de 13 914 811 casos confirmados, 121 760 fallecidos y 13 762 417 recuperados del virus.

## Historia

### Primeros casos
El 31 de enero de 2020, cuando en todo el planeta se contabilizaban menos de 10 000 infectados confirmados, el Ministerio de Sanidad comunicó el primer caso positivo de COVID-19 en España: un turista alemán que se encontraba hospitalizado y aislado en el Hospital de Nuestra Señora de Guadalupe, en la isla de La Gomera. Estaba en observación junto a otras cuatro personas al haber estado en contacto con un positivo en Alemania. El 24 de abril de 2020, en el diario La Vanguardia se podía leer el titular: «El coronavirus llegó a la Península mucho antes de que se detectara el primer caso» y el 24 de noviembre en el periódico ABC: «Sanidad reconoce ahora casos de Covid el 1 de enero, un mes antes de la fecha “oficial”». En enero de 2021, al cumplirse el primer aniversario de la detección del primer caso, existe consenso en que aquel caso detectado el 31 de enero de 2020 inició la pandemia en España.
El segundo caso fue diagnosticado el 10 de febrero en un paciente británico residente en Palma de Mallorca, que contrajo la enfermedad al estar en contacto con un compatriota en los Alpes, el cual se había infectado en un viaje a Singapur. Fue ingresado y aislado junto con su cónyuge y sus dos hijas en el Hospital de Son Espases. Análisis posteriores han mostrado que existían infectados en España tan pronto como el 1 de enero de 2020.
El 12 de febrero, el mayor congreso tecnológico del mundo, el Mobile World Congress de Barcelona, fue cancelado a pesar de que las autoridades sanitarias insistían en que no existía ningún riesgo. La decisión se tomó tras confirmar algunas de las mayores empresas de tecnología del planeta que suspendían su presencia en el congreso, entre las que se encontraban LG, Facebook, Sony o Vodafone, por el miedo al contagio a gran escala de los asistentes.
Los días 24 y 25 de febrero, se reportaron varios casos positivos repartidos por España provenientes del norte de Italia: un médico y su mujer, procedentes de Lombardía que se encontraban de vacaciones en Tenerife y que supuso la cuarentena de los 700 huéspedes del hotel en el que se encontraban; una mujer italiana residente en Barcelona que había visitado Bérgamo y Milán en fechas recientes; un varón en Villarreal que había estado de viaje en Milán; y un joven en Madrid que había estado de viaje por el norte de Italia. Con posterioridad se ha sabido, mediante análisis genéticos, que desde mediados de febrero ocurrieron más de quinientas entradas independientes del virus en España, destacando las relacionadas con el partido de fútbol Atalanta de Bergamo - Valencia CF jugado en Milán; la Semana de la Moda de Milán, y la feria de arte contemporáneo ARCO de Madrid.

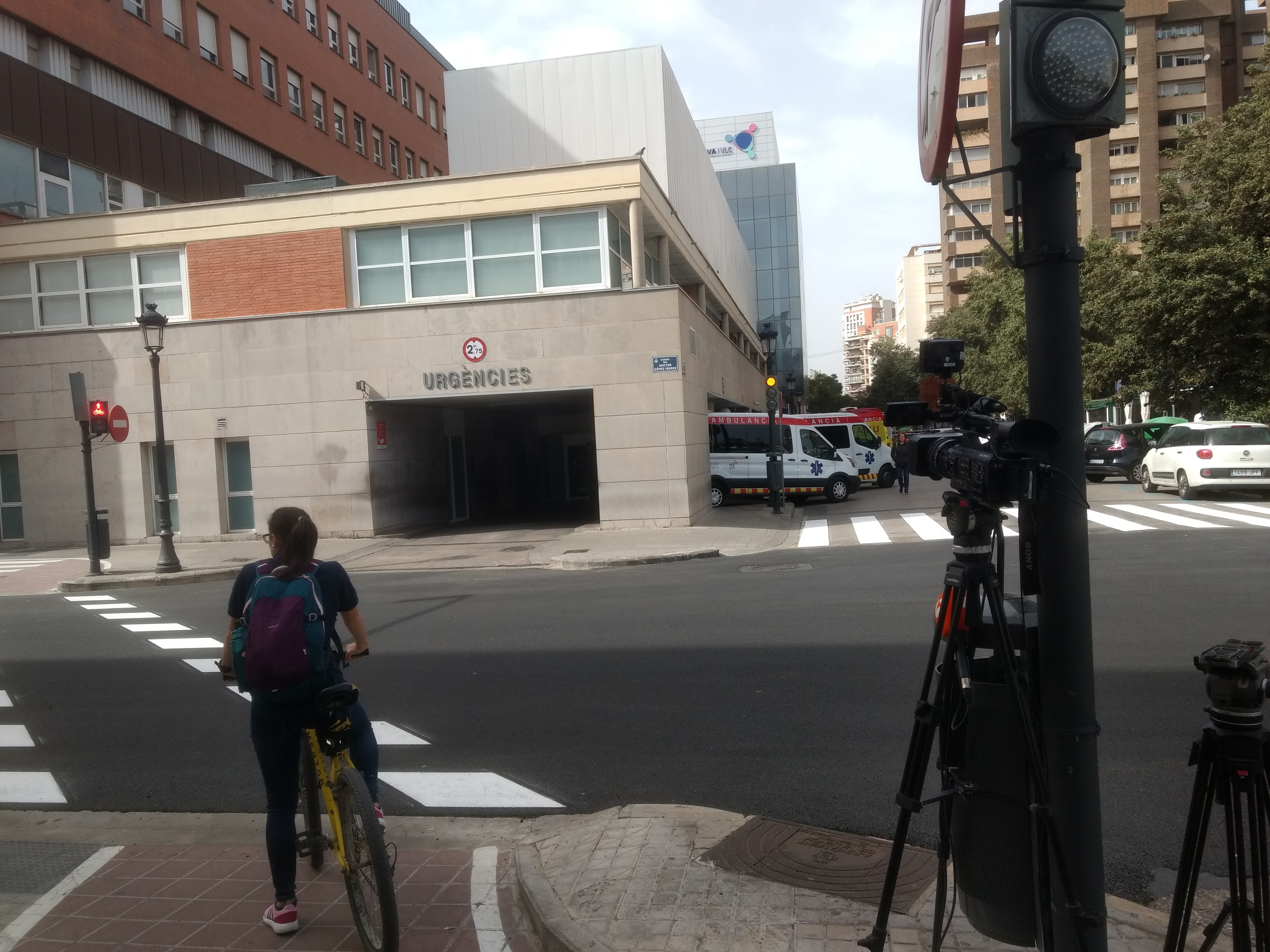
Cámaras de televisión cubrieron los primeros casos de coronavirus en el Hospital Clínico Universitario de Valencia, 28 de febrero de 2020.

El 26 de febrero se detectó el primer caso de contagio local, siendo el undécimo positivo en España: un onubense de 62 años, residente en Sevilla que no había salido en fechas recientes del país. Comenzó a tener síntomas el 12 de febrero y, ante la falta de remisión de la fiebre, fue ingresado en el Hospital Virgen del Rocío sin sospechas de la nueva enfermedad al no haber estado en zonas de riesgo. Hasta el cambio de protocolo ante casos de neumonía de origen desconocido, no se diagnosticó la enfermedad y se determinó su aislamiento completo. El mismo día, Fernando Simón, portavoz del Ministerio de Sanidad, anunció que se había elevado el nivel de riesgo de contagios de bajo a moderado. Al día siguiente, se notificaron ocho casos de origen italiano y uno procedente de Irán, en Cataluña, Castilla y León y Valencia. El 28 de febrero, nueve personas más dieron positivo en Andalucía y se confirmó un quinto caso en Madrid.  El 29 de febrero, Asturias y Navarra notificaron sus primeros casos, uno cada uno. Se contabilizaba medio centenar de casos confirmados.
El 1 de marzo, en Andalucía, se confirmó que dos médicos estaban infectados, lo que aumentó el número de casos andaluces a 12. En el País Vasco se han notificado otros cuatro casos, procedentes de otras partes de España. En Castilla-La Mancha se confirmó el primer caso de coronavirus y Extremadura anunció los primeros cuatro casos. El pasado 2 de marzo en Cantabria, nueve nuevos casos procedentes de personas que viajaron a Italia aumentaron el total de casos allí a 10 casos en la comunidad. En Castilla y León, cinco nuevos casos en un día, elevan a ocho las personas afectadas por el coronavirus en la región. Cataluña reportó tres casos positivos más, todos relacionados con viajes desde Italia. En Extremadura se han registrado dos nuevos positivos, lo que eleva el total a 6. Madrid informó que su total había aumentado a 29. En La Rioja se confirmó el primer caso.
El 3 de marzo se notificaron el segundo y tercer caso en Asturias.En las Islas Baleares se confirmó un tercer caso positivo. En Euskadi tres positivos más, dos en Álava y el primero en Vizcaya, elevan el total de positivos a 13 para la región. En Castilla-La Mancha se han notificado cuatro nuevos casos, con lo que el total asciende a siete, dos en la provincia de Guadalajara y otros dos en la provincia de Toledo. En la Comunidad de Madrid se han registrado 27 nuevos casos positivos de coronavirus, lo que eleva el total a 56, con cinco graves en cuidados intensivos. En La Rioja se confirmó el segundo caso de coronavirus. En la Comunitat Valenciana se confirmaron cuatro nuevos casos, lo que eleva el número de infectados a 19 casos. La primera muerte en Madrid tuvo lugar el 3 de marzo, pero no se confirmó hasta el 5 de marzo.
El 4 de marzo se conoció la primera víctima mortal relacionada con el COVID-19 en España: un varón de 69 años que había fallecido el 13 de febrero en el Hospital de Arnau de Vilanova (Valencia) por una neumonía de origen desconocido. El paciente había ingresado a principios de febrero, tras un viaje a Nepal. Debido al cambio de protocolo, se realizó una necropsia en la que se descubrió que estaba infectado. A esa fecha, el Ministerio de Sanidad había notificado 198 casos confirmados repartidos en 15 comunidades autónomas, manteniendo el nivel 1 de contención, pero anunciando la celebración a puerta cerrada de los eventos deportivos en los que pudiera haber alta presencia de público de los países afectados y la cancelación de congresos o seminarios de sanitarios.

### Primeras medidas de contención

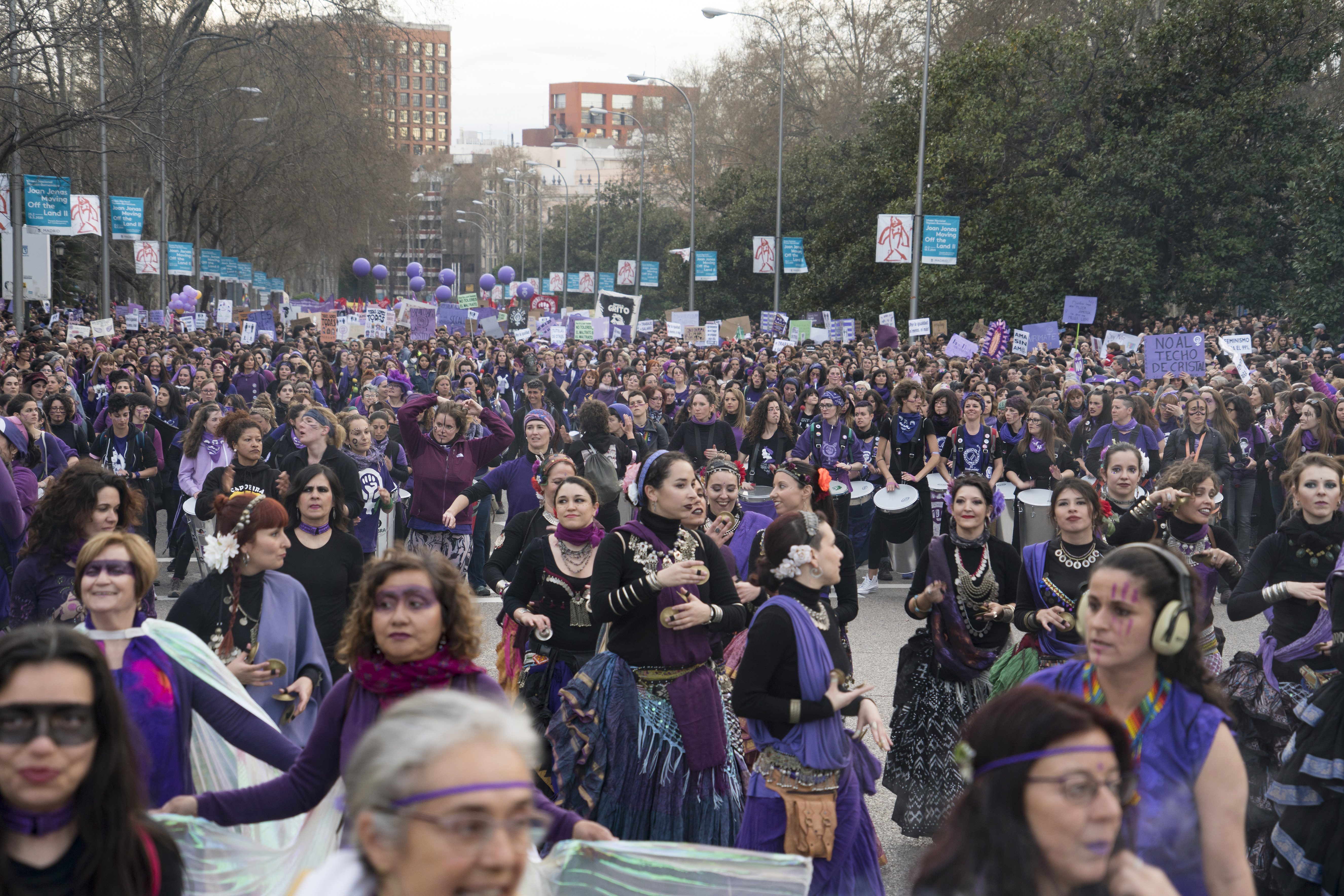
Día Internacional de la Mujer en Madrid, 8 de marzo de 2020.

El 7 de marzo se realizó el primer confinamiento por coronavirus en las localidades de Haro y Casalarreina. El 8 de marzo hubo varios agrupaciones multitudinarias. En Madrid unas 120 000 personas participaron en una marcha del Día Internacional de la Mujer y unos 60 000 aficionados al fútbol llenaron uno de los estadios más grandes de la ciudad. La oposición parlamentaria especuló que la voluntad de permitir la celebración del Día Internacional de la Mujer fue una de las principales razones por las que el Gobierno minimizó el peligro y retrasó la respuesta a la pandemia hasta más tarde. El 9 de marzo, cuando se contaban 999 casos positivos y 16 fallecidos en España, los gobiernos autonómicos de las regiones más afectadas comenzaron a tomar medidas para evitar la propagación. La Comunidad de Madrid anunció la cancelación de las clases durante dos semanas, así como la cancelación o retraso de las consultas médicas, pruebas diagnósticas y cirugías no esenciales. El Gobierno Vasco suspendió las clases en centros educativos de Vitoria y Labastida. La Rioja tomó la misma decisión con sus centros educativos el 10 de marzo. Ese mismo día, la Generalidad Valenciana anunció el aplazamiento de Las Fallas, previstas del 15 al 19 de marzo.
El 10 de marzo, el Consejo de Ministros acordó la prohibición de todos los vuelos directos entre Italia y España y la suspensión de los eventos de más de mil personas en Madrid, La Rioja y Vitoria. El Congreso de los Diputados y el Senado suspendieron su actividad parlamentaria debido al contagio del diputado de Vox Javier Ortega Smith. Al día siguiente, la Asamblea de Madrid y el Parlamento de Andalucía suspendieron su actividad por el positivo de los diputados de Vox en sus respectivos órganos. Ese mismo día, el Ministerio de Cultura ordenó el cierre de todos los centros dependientes del Ministerio en Madrid, incluyendo los museos de El Prado, el Reina Sofía, el Thyssen, la Biblioteca Nacional o el Palacio Real, entre otros.
El 12 de marzo, la Generalidad de Cataluña ordenó el confinamiento durante dos semanas de las localidades de Igualada, Vilanova del Camí, Ódena y Santa Margarita de Montbuy después de que el Hospital de Igualada se convirtiera en un foco de contagio, afectando esta decisión a 70 000 personas y convirtiéndose en la primera medida de este tipo en España. Se confirman dos casos del virus en la ciudad autónoma de Melilla mientras que los dos primeros casos se notifican en la isla de La Palma. Mientras tanto, todos los gobiernos autonómicos decretaron el cierre de sus centros educativos, dejando a más de diez millones de estudiantes (un millón en la universidad y nueve millones en la educación primaria y secundaria) en casa, inicialmente durante dos semanas. La Liga de Fútbol anunció la suspensión de todos sus partidos. El índice bursátil español, IBEX 35, cayó un 14 %, en la mayor caída de la historia en un día.
El 13 de marzo, con 4209 positivos y 120 fallecidos, la Comunidad de Madrid ordenó el cierre de todos los locales hosteleros y Marruecos suspendió las comunicaciones aéreas y marítimas con España, así como el cierre de los pasos fronterizos con Ceuta y Melilla. El 15 de marzo se diagnosticó el primer caso en Ceuta.
En las primeras etapas de la pandemia de COVID-19 en España, la capacidad para realizar pruebas diagnósticas era limitada, lo que dificultaba la detección y contención del virus. El Ministerio de Sanidad reconoció esta carencia, atribuyéndola a problemas logísticos. Ante esta situación, el profesor José Manuel Bautista, catedrático de Bioquímica y Biología Molecular en la Universidad Complutense de Madrid, tomó la iniciativa de coordinar una red de laboratorios universitarios para aumentar la capacidad de realización de pruebas PCR. El profesor Bautista movilizó a equipos de diferentes facultades, incluyendo Veterinaria, Farmacia y Biología, logrando en tiempo récord analizar más de 3.000 muestras semanales, con un enfoque especial en residencias de ancianos, uno de los colectivos más afectados por la pandemia  Esta colaboración entre instituciones académicas y sanitarias fue crucial para ampliar la capacidad diagnóstica y mejorar la respuesta frente al COVID-19 en España. Además, Bautista lideró el proyecto COVID-LOT, un sistema de rastreo en saliva que permitía analizar la infectividad por SARS-CoV-2 en hasta 2.000 muestras diarias, facilitando el cribado en colectivos amplios de manera eficiente. La actuación del profesor Bautista y su equipo demostró la importancia de la colaboración científica y la rápida adaptación de recursos en situaciones de emergencia sanitaria.

### Primer estado de alarma
El 14 de marzo, cuando en España se contaban alrededor de 6000 casos y de 200 muertos, el Consejo de Ministros declaró el estado de alarma en todo el territorio nacional con el objetivo de frenar la emergencia sanitaria provocada por la pandemia de COVID-19. Se estableció inicialmente por un periodo de 15 días naturales mediante el Real Decreto 463/2020, disponiendo como autoridad competente al Gobierno de España a través de los Ministros de Defensa (Margarita Robles), del Interior (Fernando Grande-Marlaska), de Transportes, Movilidad y Agenda Urbana (José Luis Ábalos) y de Sanidad (Salvador Illa), bajo la dirección de la Presidencia del Gobierno (Pedro Sánchez). Se limitó la libertad de circulación de los ciudadanos, que solo podían circular por las vías públicas para la adquisición de alimentos, medicamentos y productos de primera necesidad, para acudir a centros sanitarios, al lugar de trabajo o entidades financieras o aseguradoras, para la asistencia a personas mayores, menores, dependientes o especialmente vulnerables, así como por causas de fuerza mayor. También se cerraron los establecimientos minoristas, excepto aquellos relacionados con la venta de alimentos, de productos sanitarios e higiénicos, de prensa y papelería, de tecnología, gasolineras, estancos, tintorerías y lavanderías, siempre y cuando tomaran precauciones para evitar la aglomeración de personas. En este mismo ámbito, se suspendieron las actividades de hostelería y restauración, pero pudiendo continuar con las entregas a domicilio. Fue la segunda vez que se usó este mecanismo constitucional en España, tras el decretado con motivo de la crisis de los controladores aéreos de 2010.
Otras medidas contenidas en el Real Decreto para asegurar el distanciamiento social incluyen la suspensión de la actividad educativa presencial en todos los niveles y de la apertura al público de la actividad cultural y deportiva, así como la suspensión de todas las fiestas populares, la reducción en la oferta de transportes públicos y el condicionamiento de la celebración de ceremonias religiosas y civiles al respeto de la distancia entre los asistentes. El 18 de marzo, entraron en vigor algunas modificaciones mediante el Real Decreto 465/2020, incluyendo a los centros sanitarios y veterinarios como excepciones a la suspensión de su apertura al público, ampliando la prohibición de circulación a los espacios públicos y condicionando la circulación a realizar las tareas permitidas individualmente, excepto si son acompañados por menores, mayores o dependientes.

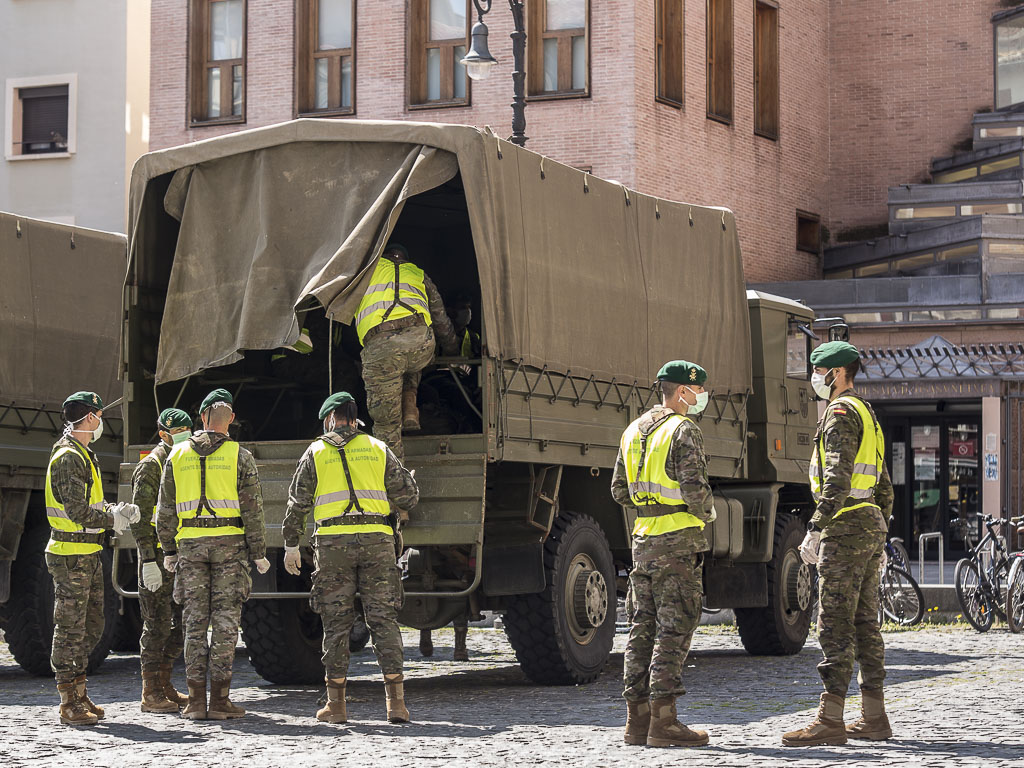
El ejército en tareas de control de seguridad ciudadana en Pamplona.

El ministro del Interior, Fernando Grande-Marlaska, anunció el 16 de marzo el restablecimiento de los controles fronterizos terrestres de España con sus países vecinos, permitiendo la entrada únicamente a ciudadanos españoles o residentes, trabajadores transfronterizos, transportes de mercancías y causas de fuerza mayor. Estas limitaciones se ampliaron a los puertos y aeropuertos nacionales el 22 de marzo, con excepciones similares e incluyendo a residentes en la Unión Europea o el espacio Schengen que estuvieran retornando a sus lugares de residencia, a los titulares de un visado de larga estancia, al personal sanitario o de cuidados de mayores que acudieran a ejercer su actividad y al personal de vuelo necesario para el desarrollo de actividad aérea comercial. Dentro de las propias fronteras españolas, el 17 de marzo se cerraron las conexiones marítimas y aéreas de la Península con Ceuta y Melilla, mientras que el día 19 de marzo se restringieron las conexiones marítimas y aéreas con Baleares y Canarias y entre las propias islas.

#### Hacia el pico de la curva

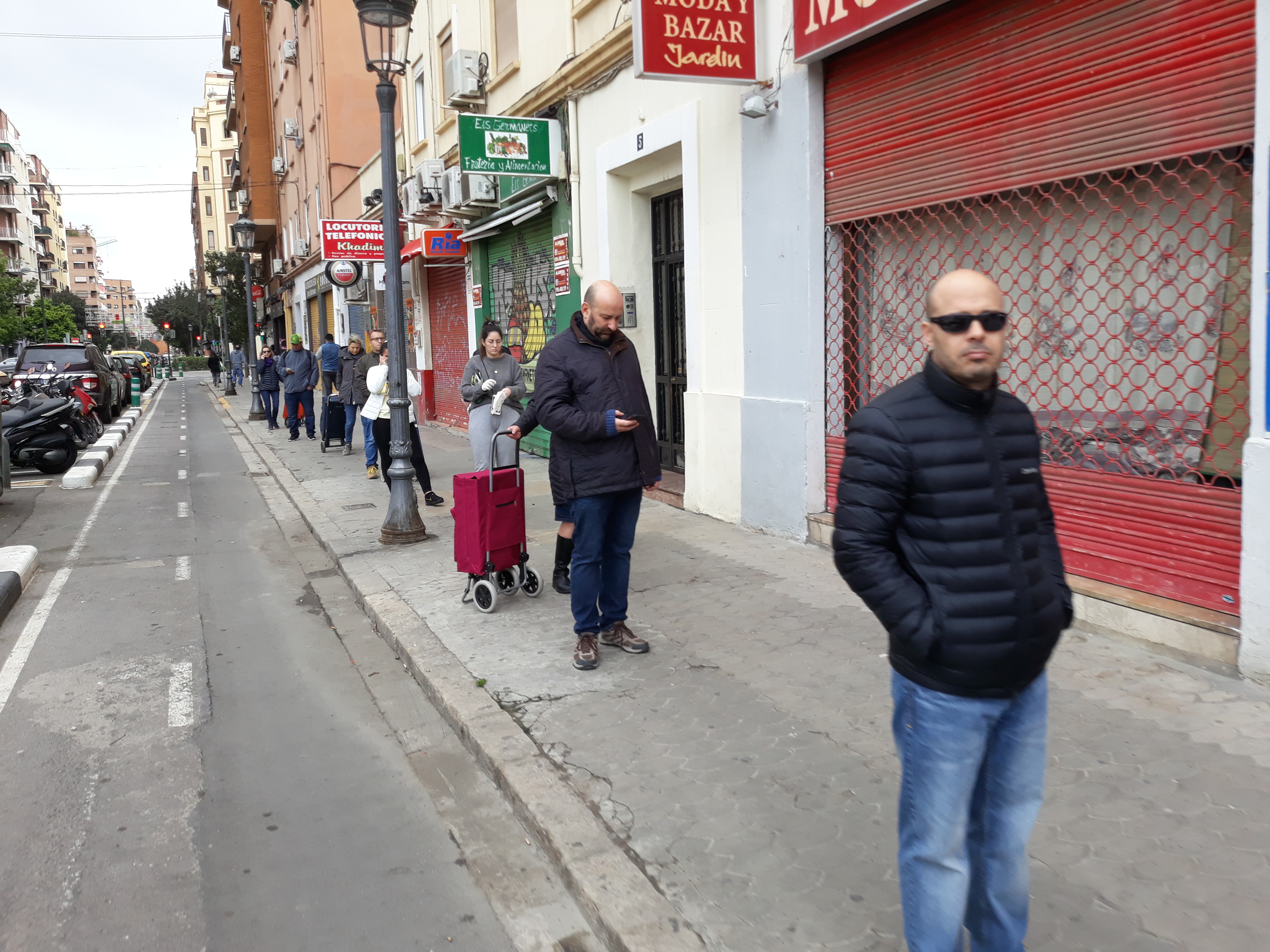
Residentes valencianos en distanciamiento social mientras hacen cola, 20 de marzo de 2020.

Durante las primeras semanas del estado de alarma, el número de contagios y de fallecidos aumentó a un ritmo muy elevado. La curva del coronavirus, representada en una gráfica como número de contagios conocidos y de muertes diarios, siguió una línea ascendente muy acusada. El principal objetivo del Gobierno era la ralentización de los contagios para evitar el colapso sanitario. La atención mediática se centró en lograr llegar al «pico de la curva»: el momento en el que los contagios diarios comenzaran a descender, o al menos, a estabilizarse formando una meseta. Cuanto más bajo fuera el pico, más capacidad tendría el sistema sanitario para absorber a los pacientes infectados. El 31 de marzo, se registró el mayor número de casos detectados (9222) en un solo día, mientras que el mayor número de fallecimientos en una jornada (950) fue registrado el 2 de abril, produciéndose una cierta estabilización de la curva y adoptando una fase de meseta sostenida que se mantuvo durante las siguientes semanas.
A pesar de los esfuerzos, las comunidades autónomas más afectadas se acercaron al límite de la capacidad de sus unidades de cuidados intensivos, llegando a doblar el número de camas disponibles. Se levantaron numerosos hospitales de campaña en las regiones más afectadas para aliviar la presión asistencial de sus centros sanitarios, entre ellos el Hospital de IFEMA, con una capacidad proyectada para hasta cinco mil camas y para el cual se destinaron efectivos sanitarios de la red sanitaria de la Comunidad de Madrid, debiendo cerrar por ello muchas unidades de atención primaria de toda la región. Además, debido al elevado número de fallecidos en la comunidad, se habilitaron de manera extraordinaria hasta tres morgues, dos de ellas situadas sobre pistas de patinaje sobre hielo de dos centros comerciales y una más en la Ciudad de la Justicia en el lugar que está reservado para la sede del Instituto Anatómico Forense.
También se habilitaron hoteles medicalizados en algunas regiones, como Madrid, Cataluña, Andalucía o Valencia, en los que permanecieron los pacientes con un cuadro menos grave de la enfermedad o aquellos infectados que no podían cumplir el autoaislamiento en sus domicilios de una manera eficaz. Para la atención de estas personas, se formaron equipos médicos que contaron con licenciados en Medicina pendientes de realizar el MIR bajo la supervisión de facultativos. Estos hoteles también se destinaron al cuidado de personas provenientes de residencias de mayores que no podían cumplir con las medidas de aislamiento o que no podían hacerse cargo de los residentes por contagios entre su personal.

#### Hibernación de la economía
Durante la primera semana de cuarentena, los casos aumentaron hasta los 28 572 positivos confirmados y 1720 fallecidos, lo que llevó al Gobierno a solicitar la prórroga del estado de alarma al Congreso de los Diputados. El 26 de marzo, en un pleno al que solo 43 diputados asistieron presencialmente, con el resto ejerciendo su voto de manera telemática, el estado de alarma fue prorrogado hasta el 11 de abril, con 321 votos a favor. Tan solo algunos partidos nacionalistas optaron por la abstención, al preferir que el confinamiento fuera total.
Algunos gobiernos autonómicos, como Cataluña y Región de Murcia, comenzaron a ejercer presión al ejecutivo central para que endureciera el estado de alarma, suspendiendo aquellas actividades laborales no esenciales, algo con un fuerte impacto económico y sin un consenso claro en la comunidad científica sobre su eficacia real. Finalmente, el Consejo de Ministros del 29 de marzo aprobó el Real Decreto-Ley 10/2020 en el que suspendió la actividad productiva no esencial, que se hizo efectiva el 31 de marzo. Esta medida, denominada como «hibernación de la economía» por la ministra de Trabajo, afectó principalmente a los sectores de la construcción y de la industria que realizaban su trabajo de manera presencial. Solamente se permitió la actividad presencial que estuviera relacionada con el sostén del sistema sanitario u otros servicios esenciales. Los presidentes autonómicos Núñez Feijóo y Urkullu fueron críticos con esta decisión, mientras que Quim Torra, López Miras y Fernández Mañueco celebraron el bloqueo total para la contención del virus. Esta medida, que coincidió en parte con lo que hubiera sido el periodo vacacional de Semana Santa, estuvo vigente hasta el 13 de abril.
El 9 de abril, el Congreso de los Diputados autorizó al Gobierno a una segunda prórroga del estado de alarma hasta el 26 de abril. Esta vez obtuvo menos apoyos que en la primera ampliación: la votación salió adelante con 270 votos a favor, 25 abstenciones y los 54 votos en contra de Vox y la CUP. A pesar de votar a favor, el Partido Popular reprochó la gestión de la coalición de gobierno durante la crisis. El 22 de abril, por tercera vez la Cámara Baja aprobó la prórroga del estado de alarma. En esta ocasión, el partido nacionalista Junts per Catalunya que en las dos anteriores ampliaciones se había abstenido, votó en contra junto a Vox y la CUP, por lo que la proposición se aprobó con 269 votos a favor, 60 en contra y las 16 abstenciones de los partidos nacionalistas Esquerra Republicana de Catalunya y Bildu, extendiendo el confinamiento hasta el 10 de mayo.

#### Desescalada asimétrica
Tras cuarenta y dos días de confinamiento, con la tercera prórroga del estado de alarma el 26 de abril, se inició la primera medida de alivio de la cuarentena: los menores de catorce años pudieron salir a pasear, hacer deporte o jugar durante una hora al día, acompañados de un adulto y hasta un kilómetro de sus domicilios, respetando el distanciamiento social. El 28 de abril, el Consejo de Ministros aprobó un plan de desescalada en cuatro fases para reducir de manera gradual el confinamiento. El paso a cada una de las fases sucesivas se llevaría a cabo de manera asimétrica en cada provincia o isla según su situación epidemiológica, con un periodo mínimo de dos semanas entre fases. La movilidad entre provincias continuaría restringida hasta concluir las cuatro fases. El cambio de fase fue determinado por un comité de expertos, cuya composición no se conoció hasta diciembre por la negativa del ministerio a revelar sus nombres.
- La «Fase 0 – Preparación» permitió pasear con un conviviente o cuidador en un radio de un kilómetro del domicilio, realizar deporte de manera individual en la vía pública, los entrenamientos individuales de deportistas profesionales y la apertura de pequeños comercios con atención individual con cita previa.[120] Se establecieron franjas horarias para salir a la calle por edades en los municipios de más de cinco mil personas, quedando excluidos de esa limitación los municipios más pequeños.[121][122]
- La «Fase 1 – Inicial» permitió las reuniones sociales en casa, la apertura del pequeño comercio, de las terrazas de hostelería al 30 % de aforo, la apertura del sector hotelero, la reactivación del sector agroalimentario y pesquero y de los mercados al aire libre. En el ámbito cultural se abrieron los museos al 30 % del aforo y se permitió la celebración de espectáculos con hasta 30 espectadores en lugares cerrados y 200 en espacios abiertos. En el mundo del deporte, se permitieron los entrenamientos medios de los profesionales y la actividad deportiva no profesional sin contacto físico y sin uso de vestuarios. Por último, los lugares de culto se abrieron al 30 % de su aforo y se pudieron celebrar velatorios con un número limitado de asistentes.[120][121]
- La «Fase 2 – Intermedia» contempló la apertura de todos los locales comerciales independientemente de su tamaño (incluidos centros comerciales y cines), se permitió el servicio en mesa en el interior de bares y restaurantes, se aumentó el aforo en locales y espacios públicos y se abrieron las playas.[120][121]
- La «Fase 3 – Avanzada» continuó con la gradual retirada de las restricciones para los diferentes sectores económicos, socioculturales y para la movilidad general de la ciudadanía; aumentando las actividades permitidas y el aforo previsto pero tratando de evitar las aglomeraciones y manteniendo estrictamente la distancia social entre las personas.[120][121]

El 21 de mayo se hizo obligatorio el uso de mascarillas en espacios públicos a partir de los 6 años.

### Nueva normalidad
El 21 de junio de 2020, tras 98 días y seis prórrogas, terminó el primer estado de alarma y todo el país entró oficialmente en la fase de la «nueva normalidad». Si bien el Gobierno central había estipulado que cada fase de la desescalada debía durar como mínimo dos semanas, a partir de la fase 3 las competencias en la gestión de la epidemia revirtieron a los gobiernos autonómicos y algunos decidieron ir más rápido. Así, Cataluña puso fin a la fase 3 solo un día después de comenzarla. Madrid simplemente esperó a que decayese el estado de alarma y no llegó a pasar por la fase 3. No obstante, en verano algunas zonas de España rápidamente tuvieron que adoptar medidas por rebrotes o endurecieron las normas de prevención para evitarlos.
El 9 de octubre de 2020 el Gobierno decretó el estado de alarma en nueve municipios de la Comunidad de Madrid para responder a una nueva escalada de casos diagnosticados por coronavirus. Este estado de alarma prohibía, entre otras cosas, entrar o salir de los municipios afectados sin causa justificada. Se declaró tras el auto judicial del Tribunal Superior de Justicia de Madrid que anulaba parte de la orden ministerial del Ministerio de Sanidad, que se consideraba que restringía derechos fundamentales. El estado de alarma en Madrid acabó el 24 de octubre.

### Segundo estado de alarma

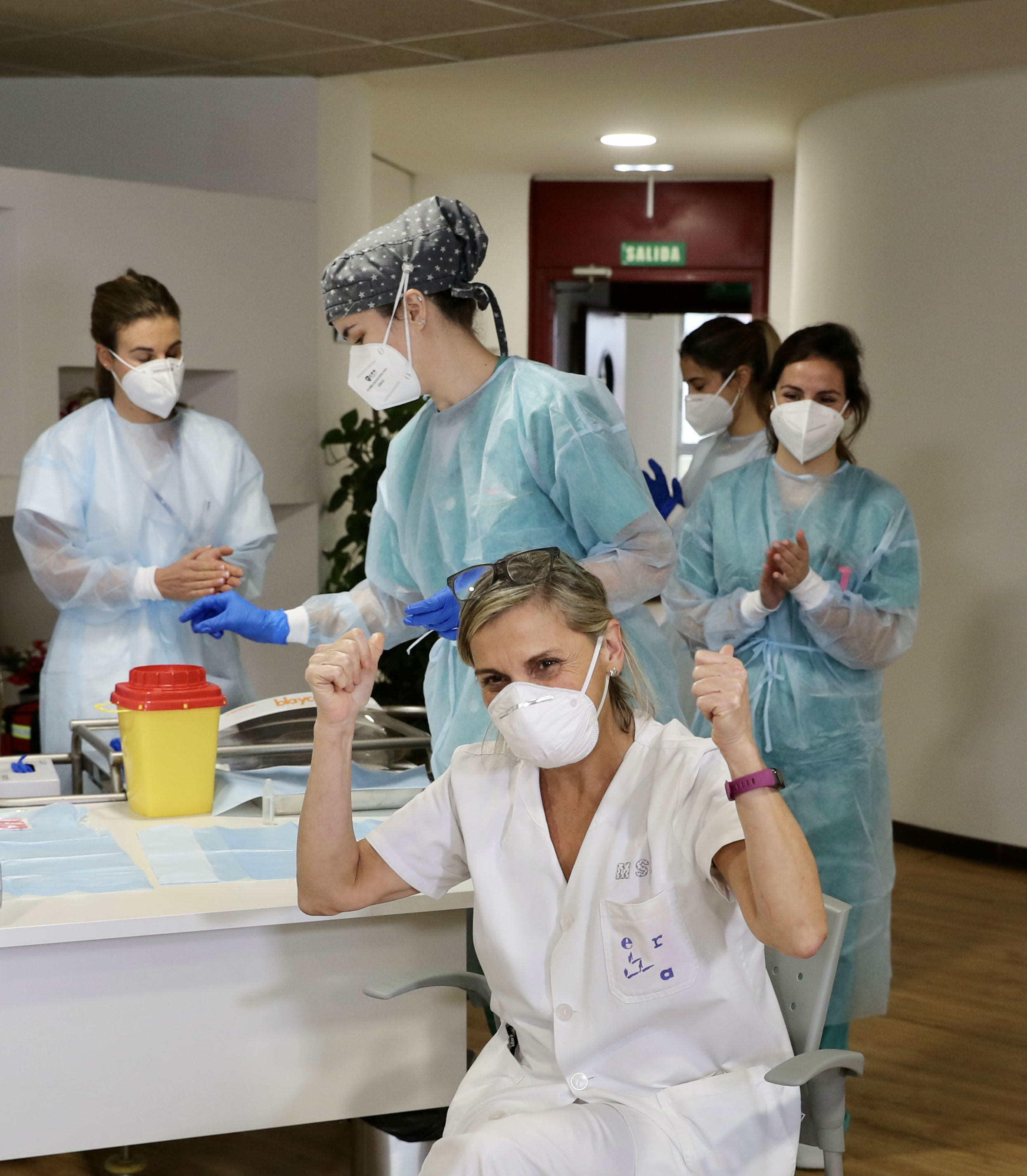
Primer día de la campaña de vacunación (27 de diciembre de 2020).

El 21 de octubre España superó el millón de contagiados, el primer país de Europa occidental en hacerlo. El 25 de octubre de 2020 el Gobierno central decretó de nuevo el estado de alarma con carácter nacional para hacer frente a la segunda ola de la pandemia, pero sin establecer un nuevo confinamiento general de la población. Se impuso el toque de queda en todo el territorio nacional desde las 11 de la noche hasta las 6 de la mañana, permitiendo a las comunidades autónomas adelantarlo o atrasarlo una hora en su territorio, y se prohibieron las reuniones de más de seis personas. Además, el estado de alarma se estableció como instrumento legal para permitir a las comunidades autónomas cerrar sus fronteras y realizar confinamientos parciales o totales, evitando tener que contar con la ratificación de los Tribunales Superiores. El toque de queda se fijó inicialmente para una duración de 15 días, pero Pedro Sánchez dijo que pediría al Parlamento que lo extendiera si fuera necesario. El 29 de octubre el Congreso de los Diputados aprobó prorrogar el estado de alarma hasta mayo de 2021, aceptando la extensión de seis meses que había solicitado el Gobierno. El 23 de noviembre, el rey Felipe VI de España entró en autoaislamiento tras entrar en contacto con un paciente que dio positivo por COVID-19. El 9 de mayo de 2021 finalizó el estado de alarma al negarse el presidente del Gobierno Pedro Sánchez a prolongarlo más, alegando que ahora era el turno de confiar en la "vacunación masiva".

### Vacunación

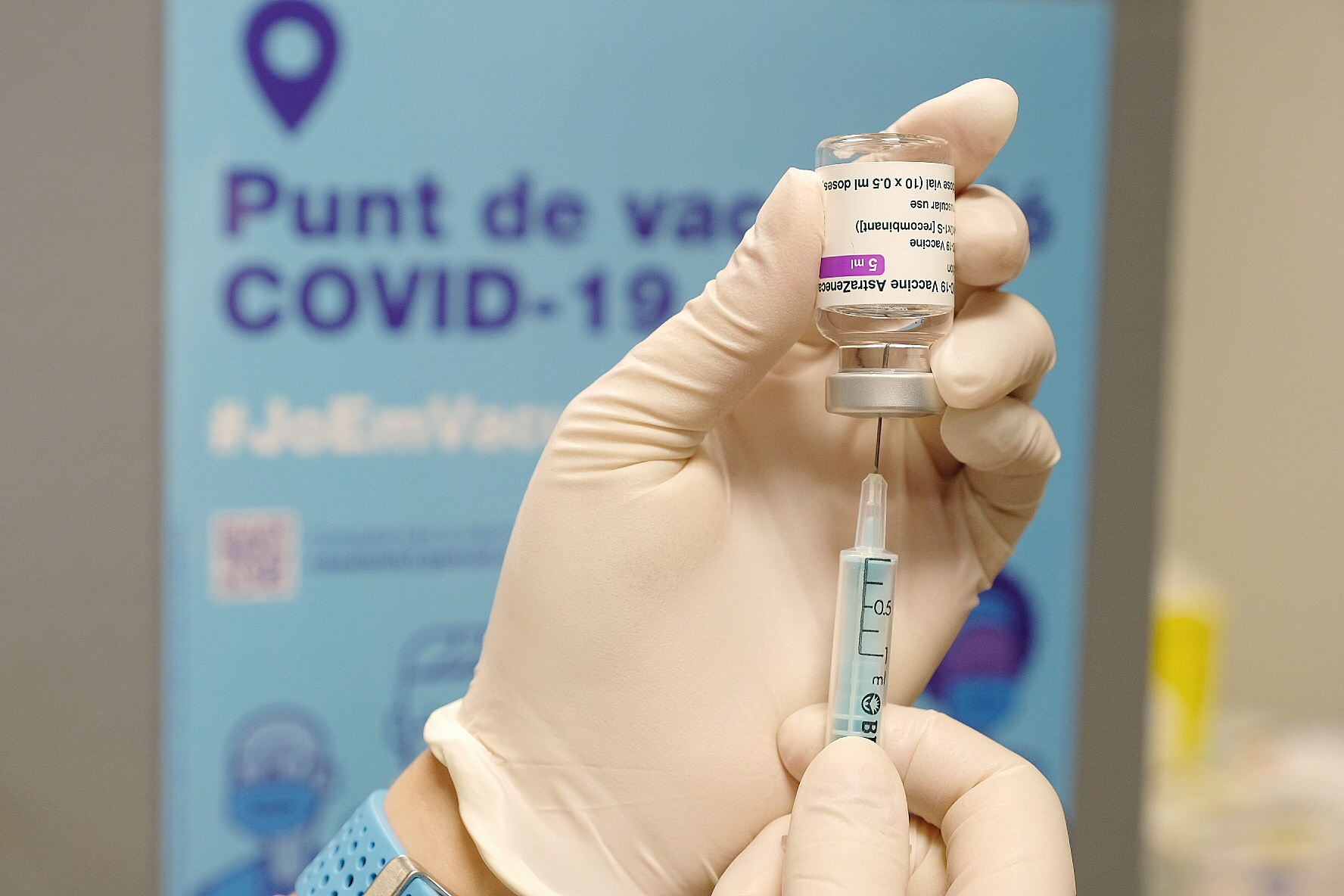
Vacuna de AstraZeneca-Oxford.

El 27 de diciembre de 2020 comenzó la campaña de vacunación contra la COVID-19 en España con la vacuna de Pfizer-BioNTech, una semana después de ser aprobada por la Agencia Europea de Medicamentos y la Comisión Europea. La primera persona en ser vacunada en España fue Araceli Hidalgo, de 96 años, residente de un geriátrico de Guadalajara. El 7 de enero de 2021 se superaron los dos millones de contagiados confirmados oficialmente. El 12 de enero se recibieron las primeras dosis de la vacuna de Moderna en España. El 6 de febrero se recibieron las primeras dosis de la vacuna de AstraZeneca-Oxford en España. El 9 de febrero de 2021 se superaron los tres millones de contagiados confirmados oficialmente. El 22 de abril se comenzó a vacunar con la vacuna de Jannsen. El 3 de mayo se alcanzó el objetivo planteado por el Gobierno de tener para la primera semana del mes al menos 5 millones de vacunados, un 10 % de la población total. El segundo estado de alarma finalizó el sábado 8 de mayo de 2021. El 13 de julio de 2021 se superaron los cuatro millones de contagiados confirmados oficialmente. El 19 de julio más de la mitad de la población española estaba vacunada con la pauta completa. El 1 de septiembre de 2021 se alcanzó el 70 % de la población completamente vacunada.

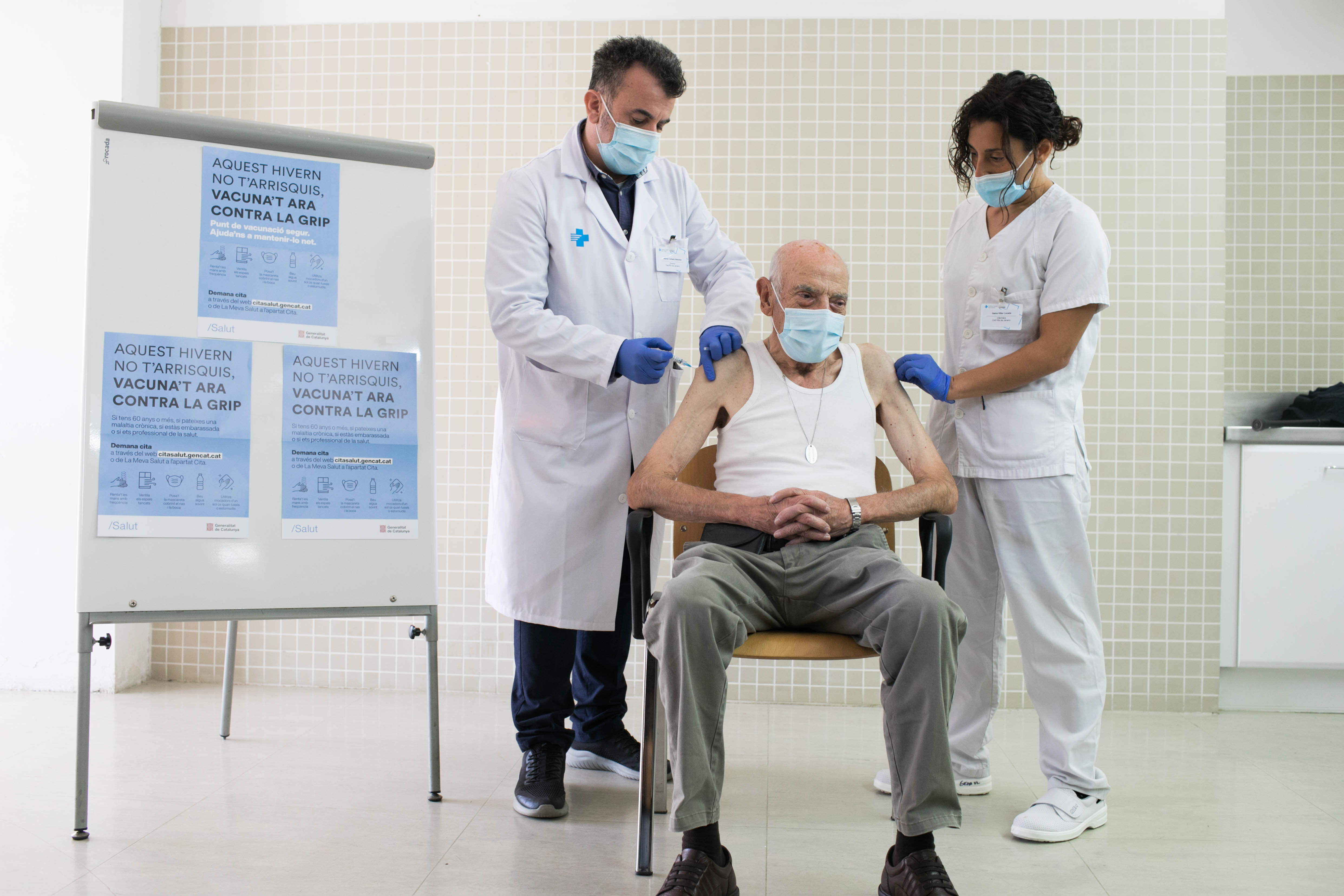
Vacunación de la tercera dosis de la COVID-19 (25 de octubre de 2021).

El 11 de agosto de 2021 la Agencia Española de Medicamentos y Productos Sanitarios (AEMPS) autorizó a la compañía Hipra el ensayo clínico de la primera vacuna española contra la COVID-19. La vacuna "está basada en una proteína recombinante heterodimérica que contiene el sitio de unión al receptor (RBD, por sus siglas en inglés) de la proteína S (de spike o proteína espiga en español) de las variantes alfa y beta del SARS-CoV-2".
En septiembre de 2021 se comenzó a administrar una tercera dosis de la vacuna a pacientes inmunodeprimidos, ancianos en residencias y personas con cáncer. En octubre comenzó la tercera dosis con los mayores de 70 años. En noviembre se sumaron los mayores de 60 años. Al 23 de noviembre de 2021, se habían recibido las siguientes dosis: 59 296 575 dosis de la vacuna Pfizer–BioNTech, 16 105 300 dosis de la vacuna Moderna, 17 427 500 dosis de la vacuna Oxford–AstraZeneca y 2 659 000 dosis de la vacuna Janssen , por un total de 95 488 375 dosis. De estas dosis, se habían administrado 75 173 640. Las comunidades autónomas con mayor porcentaje de vacunados completos son Asturias (85,1 %) y Galicia (84,9 %), mientras que las comunidades con menor porcentaje son Canarias (75,7 %) y Baleares (72,4 %). El porcentaje medio español fue del 79,1 %, ascendiendo a 37 557 243 personas. Del total, 3 776 118 se han administrado como dosis adicionales o terceras dosis, de las cuales 3 319 229 son dosis de vacuna Pfizer-BioNTech COVID-19 y 456 889 son dosis de vacuna Moderna. La cantidad de dosis ordenadas del primer al cuarto trimestre de 2021 es de 141 943 261.[cita requerida]

### Transición al manejo endémico
El 17 de enero de 2022, Pedro Sánchez dijo que el gobierno español estaba explorando cómo y cuándo cambiaría la gestión de la pandemia de COVID-19 a la gestión del coronavirus como una enfermedad endémica, diciendo que "el virus ya no es tan mortal". Al día siguiente, Tedros Adhanom de la OMS insistió en que la pandemia "todavía no había terminado", y advirtió que aún era "probable que surgieran" nuevas variantes.
El 26 de septiembre de 2022 comenzó de una cuarta campaña de vacunación anunciada por la ministra de Sanidad, Carolina Darias, para personas vulnerables y mayores de 80 años. Esta fue ampliada a menores de 60 años el 15 de diciembre. Según el Ministerio de Sanidad de febrero de 2023 solo el 59,8% de la población de más de 60 años (7.543.644 personas) ha recibido la cuarta dosis.
El 29 de marzo de 2022 la Agencia Europea del Medicamento (EMA) anuncia la evaluación continua de la vacuna Bimervax de la farmacéutica española Hipra. La AEMPS aprobó el 1 de febrero de 2022 el estudio principal llevado a cabo con Bimervax. En él se observó que la vacuna produjo más anticuerpos frente a las variantes beta, y ómicron y delta que la vacuna de ARN Comirnaty de Pfizer. La evaluación de EMA de la vacuna de Hipra en el territorio de la Unión Europea comenzó el 22 de marzo de 2023. Finalmente la EMA anunció la aprobación para la comercialización de Bimervax como dosis de refuerzo el 30 de marzo de 2023. El presidente del gobierno Pedro Sánchez anunció el 11 de abril de 2023 la compra de 3,2 millones de dosis por 31 millones de euros, la cuales fueron recibidas el 29 de abril por la AEMPS. Dicha vacuna la describió como un "un hito histórico” y el ministro de Sanidad José Manuel Miñones sostuvo que el desarrollo de la vacuno supuso "un hito" con el que sitúa a España "a la vanguardia de la investigación mundial".
El 5 de mayo de 2023, la Organización Mundial de la Salud (OMS) declaró el fin de la pandemia. Respecto al uso de mascarillas, el Consejo de Ministros aprobó el fin de su obligatoriedad en espacios interiores el 20 de abril de 2022; y en el transporte público, salvo en los establecimientos y centros sanitarios, el 8 de febrero de 2023. Finalmente en la Orden SND/726/2023, publicada en el Boletín Oficial del Estado de 5 de julio de 2023, se anunció el fin de la situación de crisis sanitaria por la COVID-19 en España y la obligatoriedad de la mascarilla.
Durante la pandemia de COVID-19 en España, la transmisión del virus por parte de individuos asintomáticos representó un desafío significativo para las estrategias de control. Estudios epidemiológicos indicaron que la transmisión asintomática constituía una fuente principal de propagación del virus, lo que complicaba la detección y el aislamiento efectivos de los casos. Para abordar esta problemática, la Universidad Complutense de Madrid implementó el proyecto COVID-LOT, un sistema de rastreo basado en muestras de saliva que permitía analizar hasta 2.000 muestras diarias. Este método facilitó la monitorización continua de la comunidad universitaria, contribuyendo a la detección temprana de la transmisión. La iniciativa, liderada por el catedrático José Manuel Bautista, destacó por su innovación y eficacia en el rastreo de entornos con alta densidad de población, como los colegios mayores. La implementación de sistemas como COVID-LOT fue esencial en la transición hacia un manejo endémico de la COVID-19 con una vigilancia más efectiva y la adaptación de medidas de control en función de la evolución epidemiológica, ya que servia como sonda de monitorización de la comunidad.

## Consecuencias nacionales de la pandemia

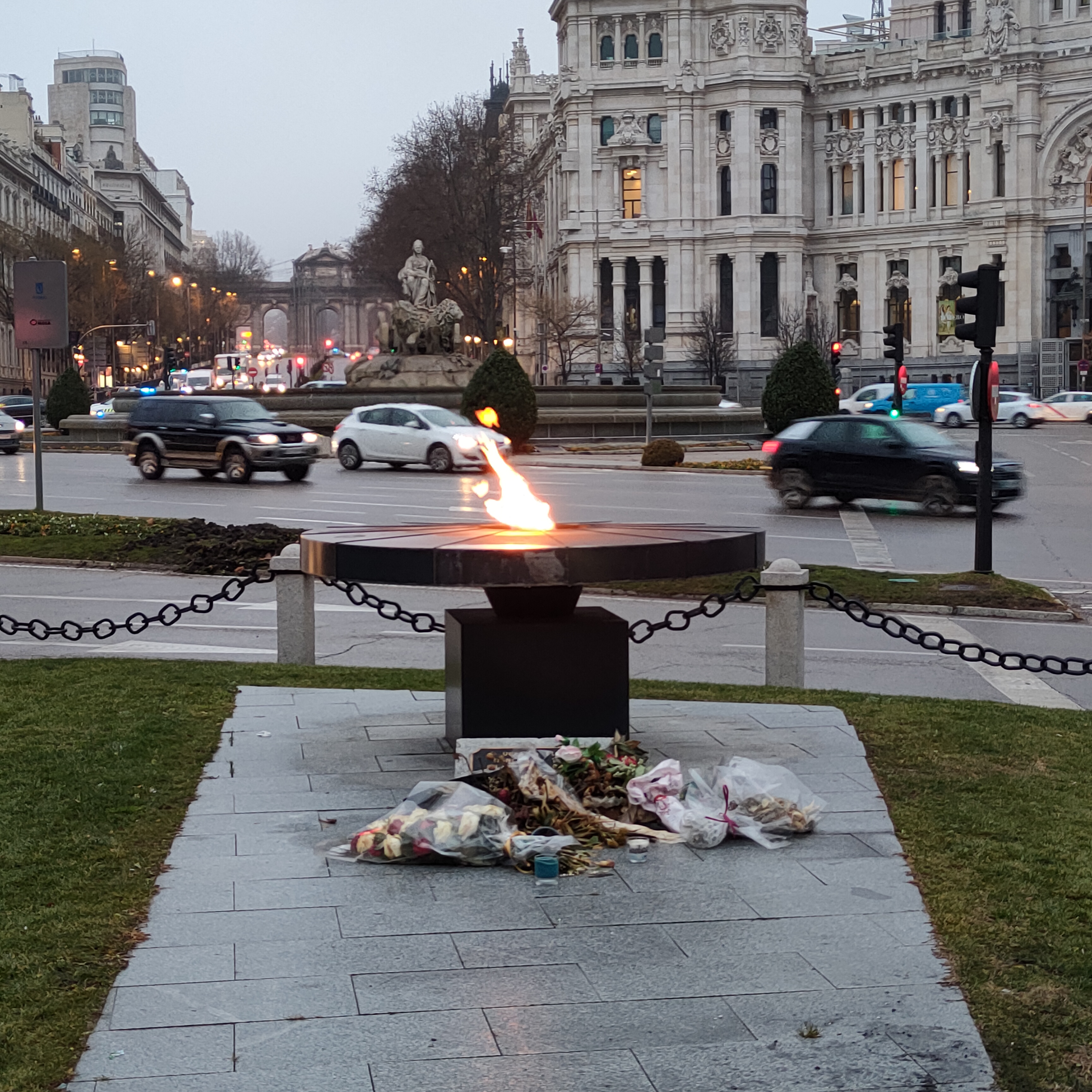
Monumento en recuerdo de las víctimas de la pandemia de COVID-19.

Tras acabar el primer estado de alarma en 21 de junio, España recogió la cifra de 245 938 contagiados, 28 322 muertos y 150 376 recuperados por el COVID-19. No obstante, criterio del recuento de víctimas en España fue cambiando durante la pandemia por el Gobierno. En 6 de mayo se contaron cinco distintas cifras de fallecidos por el Ministerio de Sanidad, con unos 27 133; la Organización Mundial de la Salud (OMS), con 29 858 víctimas; el Centro Europeo para la Prevención y Control de Enfermedades (ECDC), con 27 940; el Instituto de Salud Carlos III, con 43 262; y el Instituto Nacional de Estadística, con 48 105. Rafael Manuel Ortí Lucas de la Sociedad Española de Medicina Preventiva, Salud Pública e Higiene (Sempsph) declaró que «durante los dos meses y medio de crisis sanitaria esto se ha descontrolado. No se han realizado bien las autopsias, no se habrán confirmado las causas de muerte de manera específica. [...] Pero, probablemente hasta que no acabe el año, no podremos estar seguro de los excesos de mortalidad». El epidemiólogo José María Martín Moreno, doctor en Salud Pública por la Universidad de Harvard (Estados Unidos), afirma que la respuesta de España contra la pandemia llegó indiscutiblemente tarde. En el año 2022 se produjeron en España 464.417 defunciones, 13.673 más que en el año anterior (un 3,0% más). Finalmente en junio de 2023, un mes después del fin de la pandemia según la OMS, España contabilizó un total de 13.914.811 casos confirmados y 121.760 defunciones por COVID.
El Ministerio de Sanidad notificó que desde el comienzo de la epidemia hasta el 18 de junio se realizaron un total de ha 5 162 909 pruebas de diagnóstico realizadas, siendo un total de 3 290 388 pruebas diagnósticas PCR. Asimismo, es una realidad que la mayoría del personal sanitario son mujeres y el impacto de la COVID-19 en este sector es especialmente alarmante. Esta situación es especialmente preocupante en España debido a la falta de recursos y de materiales de protección. Según el Instituto de Salud Carlos III, 19,6 % de los casos notificados son personal sanitario, y este porcentaje es mayor entre las trabajadoras sanitarias (27,2 % vs. 11 %). La Asociación Española de Pediatría declaró que 1 400 niños han sido diagnosticados por coronavirus en España, los cuales más de la cuarta parte fueron ingresados. Hubo "una disminución en la actividad en la cardiología intervencionista". La crisis generó unos 24 554 fallecidos en las listas de espera de ese año según un informe de la Asociación de Directoras y Gerentes de los Servicios Sociales que analiza los últimos datos del IMSERSO sobre el Sistema de la Dependencia hasta 31 de mayo. En Madrid se atendió durante marzo y abril a un total de 323 583 pacientes por COVID-19, de los que el 80 % desarrolló sintomatología leve. Tres de cada cuatro fallecidos en residencias madrileñas durante los tres meses de la pandemia fueron por la COVID-19. Una encuesta sobre las causas de contagio en los sanitarios señaló que el 75,7 % de los casos, se les diagnosticó con COVID-19. La Central Sindical Independiente y de Funcionarios (CSIF) solicitó al Gobierno considerar el contagio de COVID-19 como accidente laboral. Según la Clínica Universidad de Navarra, el 30 % de los ingresados con COVID-19 desarrollaron procesos trombóticos. La tasa de mortalidad de las personas mayores de 74 años por coronavirus se disparó al 22 % durante la pandemia.

### Incidencia

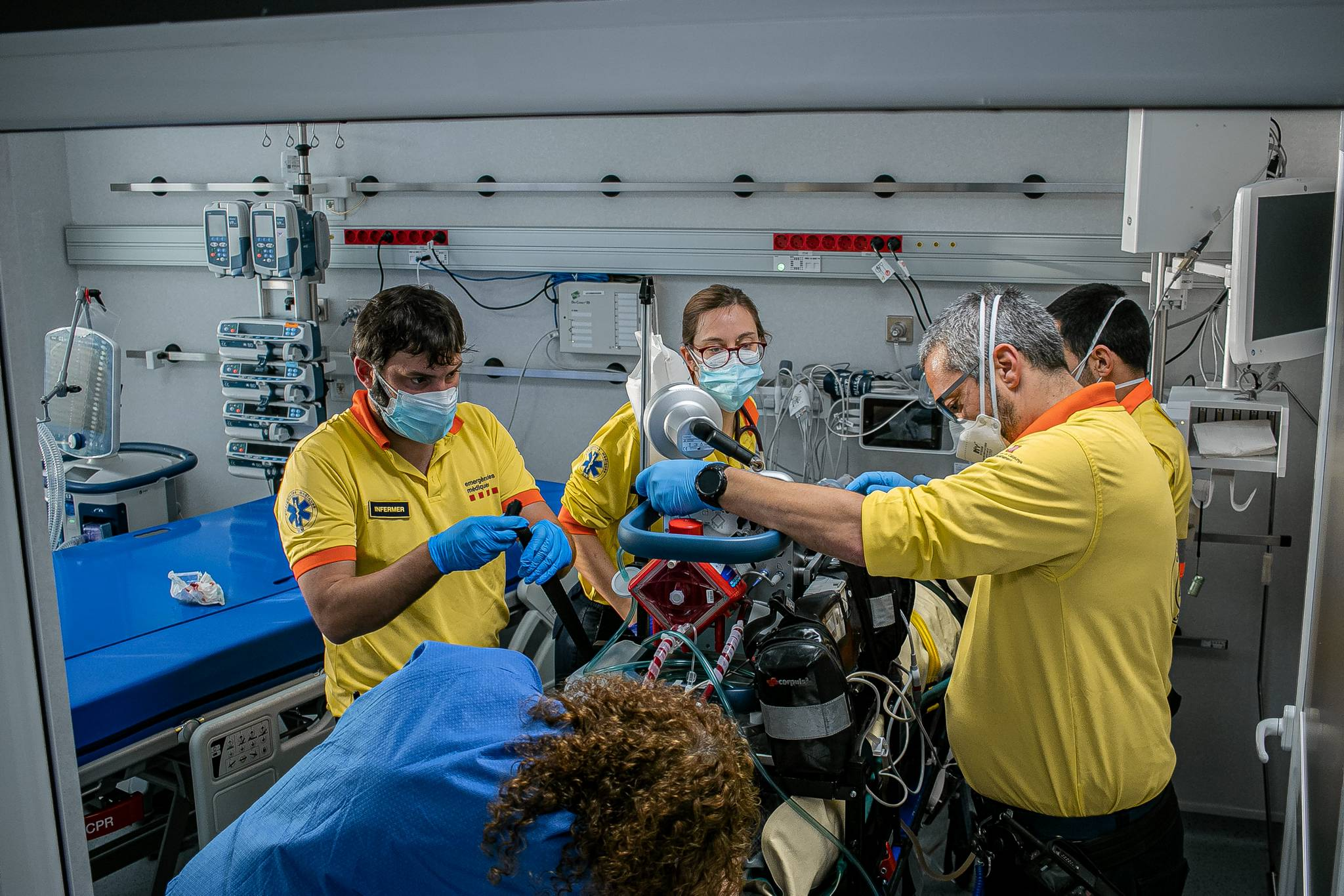
Profesionales atendiendo a uno de los pacientes en estado crítico.

En el 15 de mayo, el estudio de seroprevalencia ENE-COVID llevado a cabo por los ministerios de Ciencia y de Sanidad de España entre abril y junio de 2020 halló anticuerpos de SARS-CoV-2, virus causante de la COVID-19, en un 5 % de la población del país. Ello significa que unos 2 350 000 residentes en España había sido infectado con el virus hasta esa fecha. De ellos, solo algo más de 200 000 habían sido detectados mediante análisis PCR. La proporción de infectados variaba significativamente entre territorios. Mientras que en la Comunidad de Madrid y Castilla-La Mancha más del 10 % de la población poseía anticuerpos contra el virus, en la Región de Murcia o Asturias la proporción era inferior al 2 %. En la cuarta ronda del estudio ENE-COVID realizada en noviembre de 2020, la prevalencia nacional global había aumentado al 9.9 %, es decir, uno de cada diez españoles se había contagiado de COVID-19.
De las personas con infección confirmada por prueba PCR, a fecha del 1 de abril de 2021 habían fallecido más de 75 000 personas, lo cual representaba más de uno de cada mil habitantes del país. Se estima sin embargo que los fallecimientos imputables a la pandemia en España en 2020 pueden haber sido más de 80 000, con base en la sobremortalidad respecto al año anterior. El Sistema de Monitorización de la Mortalidad Diaria (MoMo) del Centro Nacional de Epidemiología (Instituto de Salud Carlos III) registró un exceso de mortalidad de más de 70 000 personas en dos periodos de 2020: 44 599 personas de marzo a mayo y 26 104 personas de julio a diciembre.
El ministerio de Sanidad estimó que durante los primeros meses de la pandemia unos 19 000 ancianos residentes en centros sociosanitarios fallecieron por coronavirus. Médicos Sin Fronteras denunció que esta alta mortalidad se debió a «deficiencias estructurales, así como a la precariedad laboral y a recortes en el sector» y que además muchos mayores no infectados sufrieron consecuencias graves, incluyendo muertes, debido a las «férreas medidas de aislamiento» a las que fueron sometidos.

### Investigaciones científicas

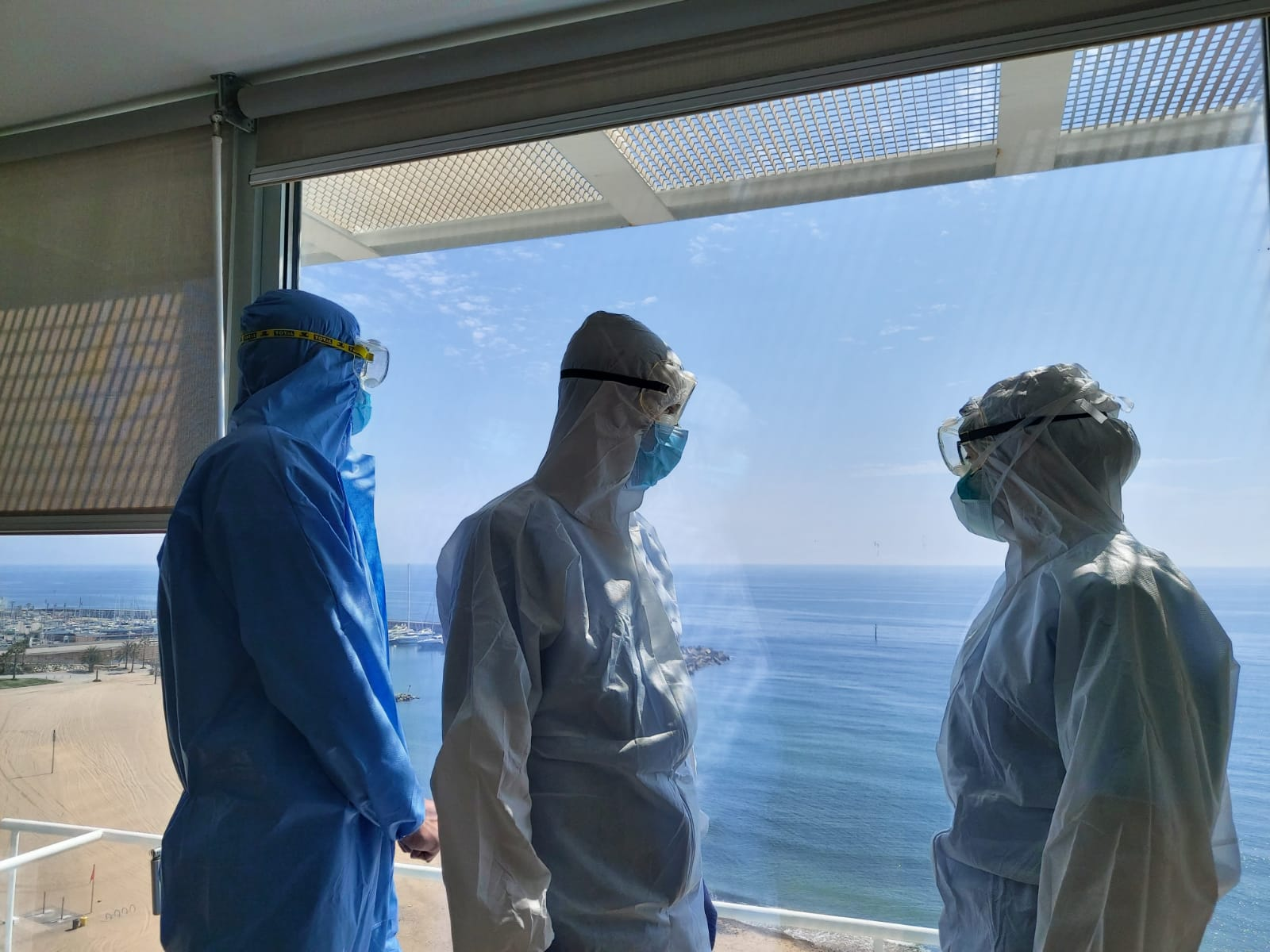
Personal sanitario durante la pandemia en el Hospital del Mar, Barcelona.

Durante la pandemia, se realizaron varios estudios acerca del virus y sus posibles curas. Sanidad detectó entre el 1 de marzo y el 31 de mayo un total de 236 casos de reacciones adversas a fármacos contra el COVID-19, principalmente hidroxicloroquina. Un equipo de investigadores del Consejo Superior de Investigaciones Científicas (CSIC) experimentó con herramientas de edición genética para tratar de destruir el genoma del coronavirus.
El Complejo Hospitalario Universitario de Canarias (HUC), adscrito a la Consejería de Sanidad del Gobierno de Canarias, puso en marcha un seguimiento de pacientes que han pasado la infección con la finalidad de evaluar las potenciales secuelas respiratorias, la principal, la fibrosis pulmonar. Un estudio de los servicios de Medicina Interna e Inmunología de la Gerencia de Atención Integrada de Ciudad Real evidencia que el número de linfocitos en la sangre y la obesidad son factores asociados a la gravedad del COVID-19. La multinacional española de hemoderivados Grifols inició el 11 de junio la producción de su inmunoglobulina hiperinmune con anticuerpos a partir del plasma de los pacientes recuperados del virus SARS-CoV-2. Los expertos de la Unidad de Neonatología del servicio de Pediatría del Hospital Universitario Nuestra Señora de Candelaria, en Tenerife, afirman que el COVID-19 no se transmite por la lactancia materna. En 13 de junio, un proyecto del CSIC busca desentrañar las proteínas más desconocidas del coronavirus SARS-CoV-2. Cinco proyectos de investigación gestionados por el Instituto de Salud Carlos III y financiados por el Fondo COVID-19 trabajan en el desarrollo de nuevas tecnologías para hacer frente al SARS-CoV-2. Otro proyecto del CSIC y el Centro Nacional de Investigaciones Oncológicas (CNIO) busca desarrollar un test de coronavirus tan rápido y accesible como el de embarazo. Investigadores del Centro de Física de la Materia Condensada (IFIMAC) de la Universidad Autónoma de Madrid (UAM) trabajan para desarrollar tejidos de mascarillas que protejan más ante el virus.
En junio, el ministro de Ciencia e Innovación, Pedro Duque, declaró que se inició la experimentación de posibles vacunas en ratones, las cuales espera que se ensaye en humanos en otoño. España cuenta con 12 proyectos en búsqueda de vacunas contra el COVID-19, unos 13 sobre el comportamiento del virus, 15 sobre su diagnóstico y hasta 42 destinados a encontrar fármacos y tratamientos .
En julio de 2020 el ministerio de Ciencia e Innovación anunció que el grupo biofarmacéutico gallego Zendal fabricará los dos proyectos de ámbito público de vacuna para el coronavirus. Estos dos proyectos serán la vacuna MVA-COVID-19(S) desarrollada por el Grupo de poxvirus y vacunas del Centro Nacional de Biotecnología liderada por el equipo del doctor Mariano Esteban y una vacuna de ADN a cargo del equipo del doctor Vicente E. Larraga Rodríguez de Vera.
En julio de 2020, con datos recopilados entre los meses de marzo y mayo de 2020, un informe elaborado por la Universidad de Cambridge comparó la eficiencia de las respuestas de 33 distintos países ante la crisis sanitaria y clasificó a España en el puesto 33.
Las investigaciones sobre impacto emocional de la pandemia han demostrado las fortalezas de las personas mayores ante un suceso vitalmente estresante como el COVID-19, y las restricciones asociadas al mismo, pues incluso los sujetos de mayor edad parecen afrontar la situación de manera adaptativa. Siendo especialmente relevantes en este afrontamiento adaptativo el apoyo recibido por la familia y la capacidad de aceptación de lo acontecido.
A partir del 2 de febrero de 2021 se trabajó en tres prototipos de una vacuna para la COVID-19 en el CSIC. El primero dirigido por los virólogos Luis Enjuanes, Isabel Sola y Sonia Zúñiga, en el CNB-CSIC; el segundo por Mariano Esteban y Juan García Arriaza, en el CNB-CSIC; y el tercero por Vicente E. Larraga Rodríguez de Vera, en el CIB-CSIC.

### Respuesta ciudadana

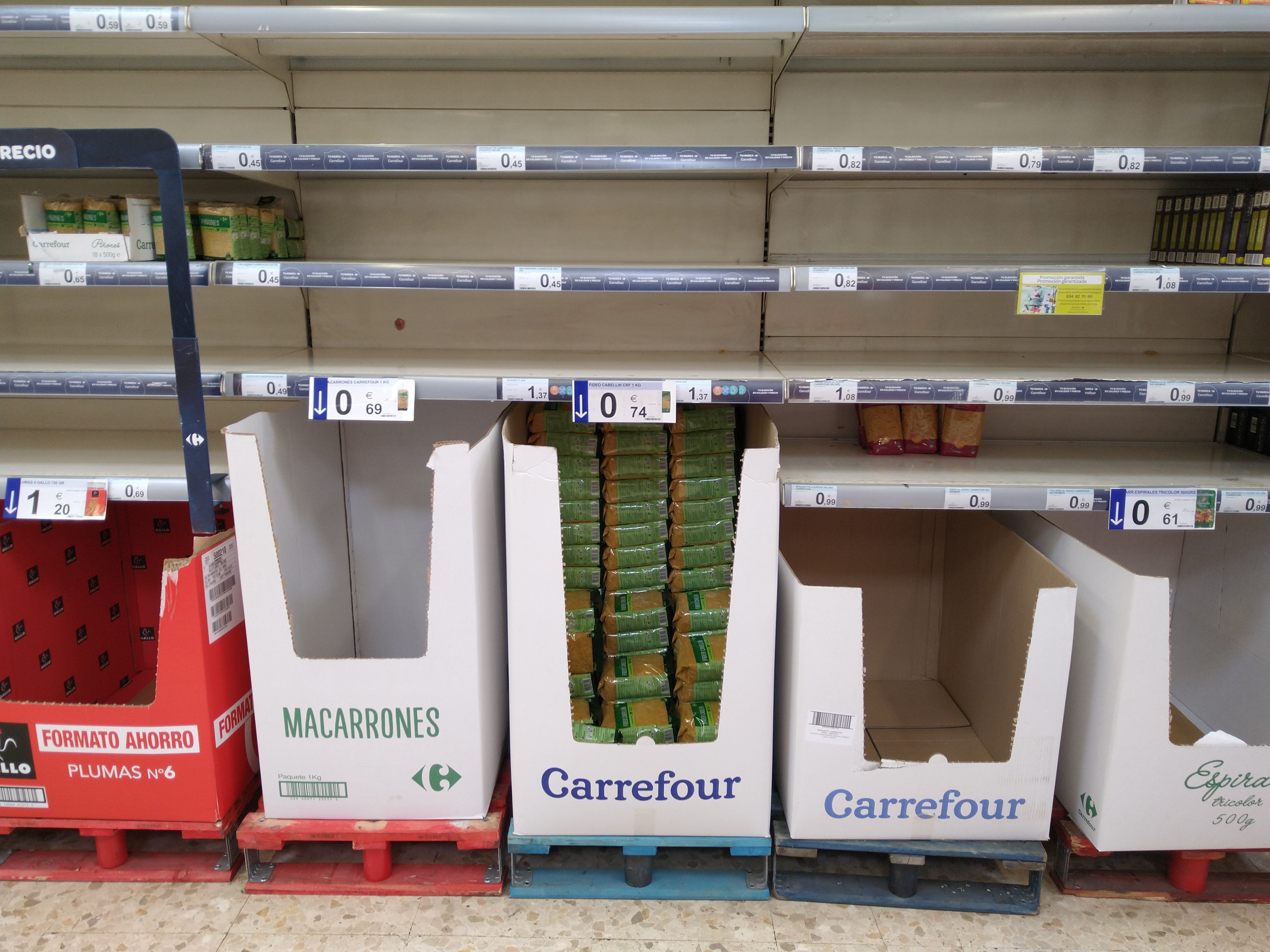
Estantes vacíos de un supermercado durante la pandemia en La Coruña, Galicia.

El 6 de marzo, la Agencia EFE informó de la propagación de mitos relacionados con el coronavirus por el país. Ocurrieron compras de pánico masivas el 10 de marzo. 

Desde el anuncio de la inminente entrada del estado de alarma el 14 de marzo, en España se organizó a través de las redes sociales el llamado «aplauso sanitario», en el que se convocaba a toda la ciudadanía a salir a ventanas y balcones de toda la geografía a unirse en un aplauso simultáneo en apoyo y reconocimiento al personal sanitario que trabaja para combatir la expansión del virus a las 22 horas, poco después de que tuviera lugar el discurso de Pedro Sánchez. Desde ese día, este gesto se ha convertido en una rutina que se repite a las 20 horas de cada día con un gran seguimiento en toda España, extendiéndose en apoyo a otros colectivos que trabajan durante la cuarentena en servicios básicos. El 28 de marzo, se convocó igualmente otra gran ovación en reconocimiento al comportamiento de los niños durante la cuarentena a las 18 horas. Este movimiento se realizó por primera vez en Italia, en donde se convocó a la población para el mediodía del 14 de marzo a aplaudir con idéntico significado, si bien en este país desde el inicio de su confinamiento se han organizado diferentes acciones a distintas horas, principalmente cantar canciones o himnos concretos. A partir de entonces y con el gran seguimiento y arraigo en la población española, se ha extendido por numerosos países en los que la población se encuentra en cuarentena, como en Reino Unido, India o Argentina. También en España, inspirándose en las acciones italianas, desde los balcones y para el vecindario se han organizado teatros, conciertos, bailes o ejercicios deportivos.

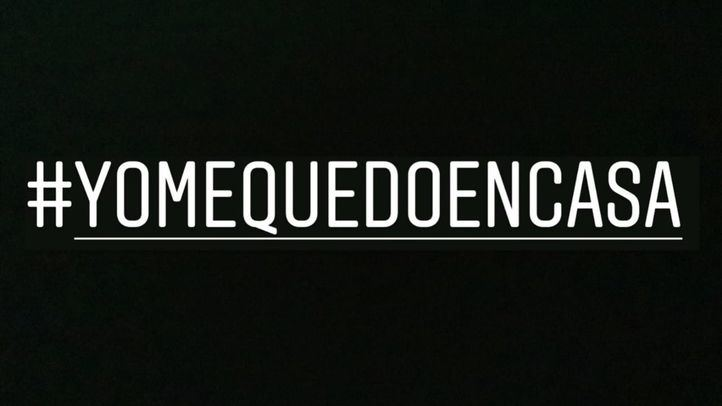
1. YoMeQuedoEnCasa

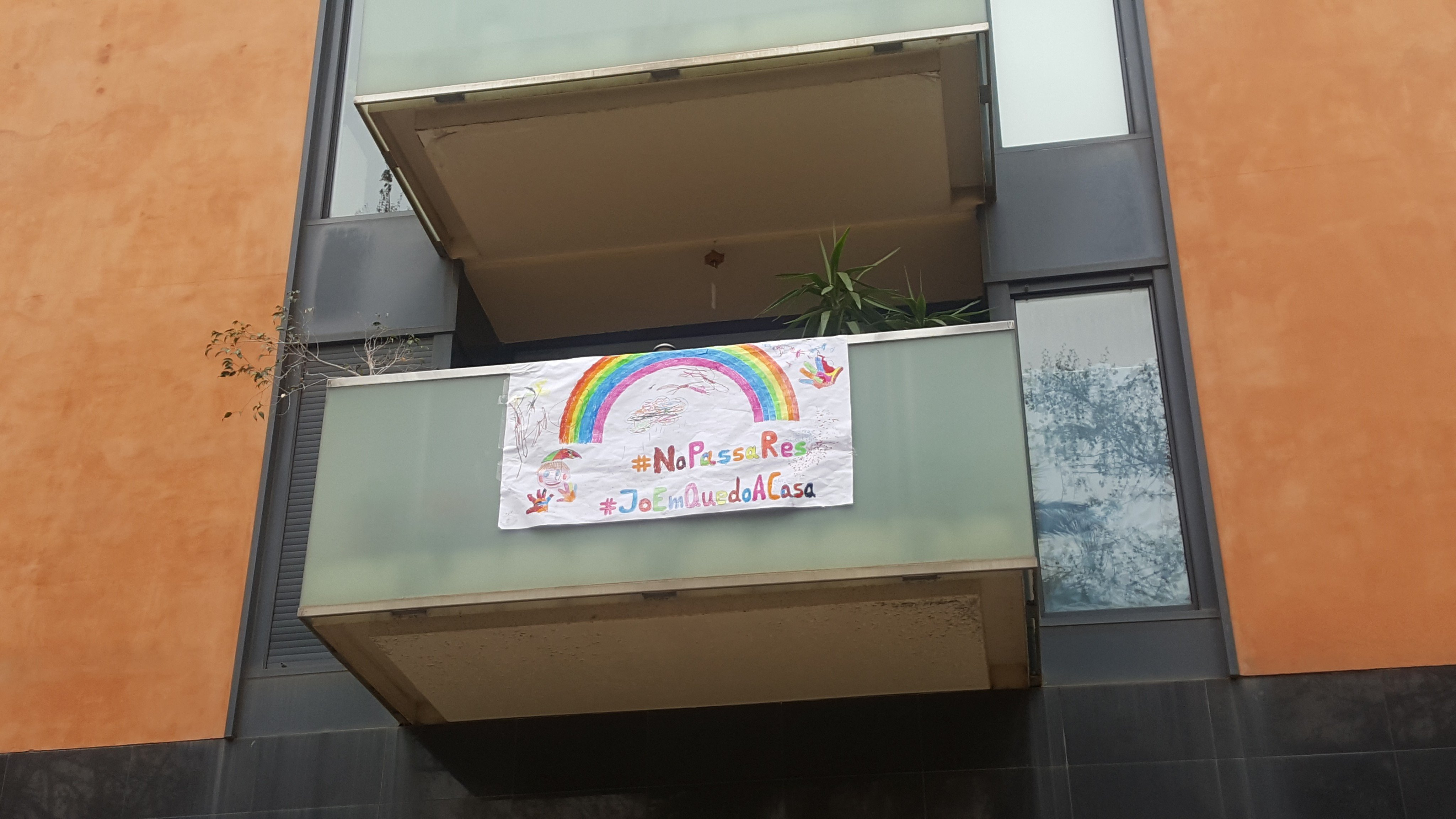
Balcón en Barcelona con un cartel que insta a quedarse en casa.

Otro movimiento iniciado como un hashtag en redes sociales es el llamado «Yo me quedo en casa» que promueve la inmovilización de la sociedad de manera voluntaria y responsable como medida para frenar los contagios durante los primeros días de la expansión de la pandemia por España, previo al decreto del estado de alarma. El primer registro de la frase partió de la cuenta de Twitter del influencer Jorge Cremades y se basó en la frase «Io resto a casa» que se viralizó en Italia. Tras esto, diferentes personajes públicos de la música o del deporte lo utilizaron en sus perfiles de redes sociales lo que le llevó a ser trendic topic en España. Este movimiento se ha ido extendiendo por varios países hispanohablantes cuando les ha llegado la pandemia, tratando de concienciar a la sociedad para llevar a cabo una autocontención para limitar el número de contagios. El 20 de marzo, los principales medios de prensa escrita de Perú publicaron esta frase sobre el escudo nacional en sus portadas, basándose en lo que previamente habían realizado España y Argentina con las frases respectivas «este virus lo paramos unidos» y «al virus lo frenamos entre todos». Programas televisivos pasaron a ser transmitidos desde la casa de sus presentadores como forma a más de incentivar a la población a quedarse en sus casas.
Varios movimientos populares, como CoronaVirusMaker, coordinados por Internet y con la participación de algunas instituciones, se han dedicado a fabricar material sanitario, como elementos de respiradores o mascarillas en impresoras 3D. La idea se ha extendido, no solo por España, sino que se ha expandido en otros países. La iniciativa ha sido recogida incluso por la revista estadounidense Forbes.
La mayoría de la población respetó las indicaciones de las autoridades sanitarias aunque también hubo incumplimientos que derivaron en más de un millón de propuestas de sanción (multas) y más de 8000 detenciones durante la duración del estado de alarma.

#### Protestas contra la gestión del Gobierno
Durante la cuarentena en España, se realizaron varias caceroladas en los balcones como protesta por la gestión de la pandemia, generalmente sobre las 21 horas, una hora después del aplauso sanitario. El 8 de abril, por redes sociales se convocó a una protesta virtual pidiendo la renuncia del presidente Pedro Sánchez.
El 17 de mayo se dieron protestas en el distrito de Salamanca de Madrid, especialmente en el entorno de la calle Núñez de Balboa, extendiéndose a otros barrios de la ciudad y a otras ciudades. Una gran presencia policial fue desplegada para asegurar que se conservase el distanciamiento social pues las protestas seguían estando permitidas durante el estado de alarma.
Las protestas, que también incluyeron concentraciones frente a la sede del PSOE y escraches en las viviendas de ministros como José Luis Ábalos o Pablo Iglesias e Irene Montero, fueron apoyadas por sectores de la ultraderecha, tanto mediática como política, como la asociación HazteOir, el canal de YouTube «Estado de Alarma», el partido Vox, que ha acusado al Gobierno de inacción, o la presidenta de la Comunidad de Madrid Isabel Díaz Ayuso. El PSOE, por su parte, llegó a acusar a la oposición de «desleal».
El 23 de mayo, simpatizantes de Vox, asistieron a protestas en Madrid y en otras capitales regionales, condujeron en convoyes para adherirse al distanciamiento social, encabezados por un autobús que transportaba al líder de Vox, Santiago Abascal, pidiendo la dimisión del presidente del gobierno Pedro Sánchez. Pese a esto, pudo verse a líderes del partido incumpliendo las medidas de seguridad.
Tras acabar el confinamiento y el Estado de alarma, aún se siguieron realizando varias protestas. El 20 de junio, los médicos se concentraron en la Puerta del Sol para homenajear a las víctimas de la COVID-19 y reivindicar su situación laboral. El 27 de junio, trabajadores del transporte sanitario convocados por UGT también se manifestaron en la Puerta del Sol pidiendo medidas de protección.
El 20 de septiembre, miles de personas salieron en la Comunidad de Madrid exigiendo la dimisión de la Junta a Isabel Díaz Ayuso, después del anuncio, dos días antes, de un cierre parcial calificado de «segregacionista» y que fomentaba la «estigmatización, exclusión y discriminación territorial». Para ese momento España se convertía en la zona más afectada de toda Europa.

## Consecuencias nacionales de la cuarentena

### En el empleo
Las medidas de confinamiento frente a la pandemia, según la ministra de Trabajo, Yolanda Díaz, provocaron la destrucción de 816 767 empleos entre marzo y el mayo de 2020. Unos 1,14 millones según las estadísticas de afiliación a la Seguridad Social, además de unos 3,38 millones de trabajadores se habían visto afectados por un ERTE a finales de abril.
La declaración del “estado de alarma” aceleró la “hibernación” de los sectores económicos no esenciales. El gobierno "estimuló a las empresas para que diesen prioridad al trabajo desde casa (teletrabajo) lo que posibilita que madres y padres puedan ejercer su profesión y al mismo tiempo atender a sus hijos y al hogar". El Consejo de Ministros aprobó el 29 de mayo el Ingreso Mínimo Vital, una prestación no contributiva de la Seguridad Social para mejorar la economía de aquellas familias que no lleguen a unos umbrales mínimos de renta debido a la crisis del coronavirus. El Servicio Público de Empleo Estatal desembolsó en mayo unos 5 121 millones de euros, un 236,2 % más que el año anterior, para pagar 5 988 572 prestaciones por desempleo. La creación de empresas se desplomó un 73,4 % en abril, su mayor caída desde 1995. Por otro lado, las disoluciones empresariales disminuyeron un 75,1 % en abril en tasa interanual según el INE.
El 35,7 % de empleados públicos de la Administración General del Estado (AGE) trabajaron de forma presencial, mientras que el 55 % lo hicieron por teletrabajo, según datos del Ministerio de Política Territorial y Función Pública. Por otro lado, el 1,36 % se encuentran en situación de aislamiento en junio, un 153 % menos que en abril y un 72,41% menos en abril. Según una encuesta de la Universidad de Valencia, el 64,7 % de los encuestados vieron afectado su rendimiento laboral por el confinamiento. Según el portavoz de la Confederación Española de Comercio (CEC), Carlos Moreno Figueroa, las previsiones serían un cierre de 100 000 tiendas en España, un 20% del total. Casi un 60 % de las empresas aplicaron algún tipo de ERTE para aliviar los costes por la parálisis del negocio.
Al confinamiento se estableció en el artículo 5 del Real Decreto Ley 08/2020el carácter “preferente” del teletrabajo con el fin de reducir los contagios. Dicha medida se prorrogó hasta el 21 de septiembre de ese mismo año. En 2020 el empleo en remoto creció del 5% al 37%.
Los beneficios por enfermedad para los empleados se redujeron cuando uno de los gobiernos impuso medidas para controlar la propagación del virus, lo que resultó en un aumento del ausentismo en el lugar de trabajo de hasta un 20% más que el promedio. Por lo general, según las leyes laborales españolas, los trabajadores tienen derecho a al menos el 60% de su salario por parte de su empleado en virtud de una licencia temporal por enfermedad. Sin embargo, el gobierno decidió cambiar sus políticas de licencia por enfermedad para reconocer la enfermedad COVID-19 como una enfermedad ocupacional, beneficiando al trabajador al calificar para beneficios más altos bajo esta distinción. Se amplió el plazo para solicitar la prestación por desempleo y se reconoció la prestación a los trabajadores que no habían cumplido el período mínimo normal de cotización.

### En la economía
El 9 de marzo, el índice bursátil español IBEX 35 cayó un 7,96%, la cuarta mayor pérdida en un solo día de su historia. La pandemia también influyó en la frágil economía y las finanzas de España, y el economista Toni Roldán afirma que el país necesitará 200.000 millones de euros en préstamos del Mecanismo Europeo de Estabilidad.
La paralización de la economía hizo que el PIB español cayese en el primer trimestre del año un 5,2% y el consumo de los hogares un 6,6%. El desplome se agravó en el segundo trimestre, cuando el PIB bajó un 17.8%, el mayor valor desde que se contabiliza este indicador. España fue el país del mundo que sufrió la mayor recesión por culpa de la pandemia, al menos hasta mediados de 2020. Durante el verano, al levantarse las restricciones en la mayor parte del país, el PIB se recuperó un 16,7%, también la mayor subida de toda la serie histórica. En total, al terminar 2020 el PIB era un 11% menor que al comenzar el año.
Según la Fundación de las Cajas de Ahorros (Funcas): "La crisis sanitaria ha provocado un shock económico sin precedentes en tiempos de paz. Se estima que en España el PIB sufrió un retroceso de en torno al 11 % en 2020". Respecto a la tasa de inflación, la media anual fue del -0,3 %. Este resultado negativo "procedió de la fuerte caída de los precios de los productos energéticos, debido, a su vez, al descenso del precio del petróleo".
El índice de producción industrial (IPI) cayó un 11,7 % en marzo y un 33,6 % en abril según el Instituto Nacional de Estadística (INE), superando al 28,4 % de abril de 2009, en plena crisis financiera. Entre estos cayeron la fabricación de vehículos de motor (del 92 %), la confección de prendas (77,2 %), el cuero y el calzado (73,5 %) o de muebles (70,7 %), incluidos alimentación (7,3%) y farmacéutica (0,4%). La Organización para la Cooperación y el Desarrollo Económicos (OCDE) sitúa a España a la cabeza del desplome económico mundial con una caída del 14,4%.
Según datos de Acotex, las ventas de prendas de moda descendieron un 80,5 % en abril y se desplomaron un 72,6 % en el mes de mayo. La empresa textil Inditex registró sus primeras pérdidas de su historia, siendo de 409 millones de euros, frente a los 734 millones de beneficio, en el primer trimestre del año por el coronavirus. El comercio minorista en la Unión Europea se desplomó un 7,6 % el pasado marzo y un 18 % en abril. Los sectores más afectados fueron el textil, que cayeron un 54 % en marzo y un 21 % en abril. Sin embargo, las ventas de alimentos, alcohol y tabaco registraron un incremento del 5 % en marzo.
La Bolsa española cayó un 14,06% el 12 de marzo y cayó otro un 31% el 16 de marzo, en medio de un colapso general de los mercados mundiales. Posteriormente, los precios de las acciones de empresas españolas recuperaron parte de su valor. Al terminar el año el índice Ibex 35 estaba todavía un 15% por debajo de su valor en enero de 2020 mientras que los mercados de otros países como Estados Unidos y de Alemania habían subido a máximos históricos. No obstante, el patrimonio bursátil de los 100 españoles más ricos han mejorado al comparar las cifras publicadas por Forbes 2019. La fortuna empresarios como de Amancio Ortega creció un 17,42 %; la de Rafael del Pino, mejora un 40 %; Florentino Pérez un 41,6 %, y la de Miguel Fluxà Rosselló un 50 % durante la pandemia. Los cesta de la compra en los hogares españoles incrementaron en abril un 32,5% a consecuencia del confinamiento por la pandemia según el Ministerio de Agricultura, Pesca y Alimentación. La pandemia potenció la venta de medicamentos por internet hasta un 400 %, en detrimento del consumo en farmacias. Según un informe de Oxfam, 23 milmillonarios aumentaron el valor de su riqueza en 19 200 millones de euros y la tasa de pobreza se elevaría al 23,1%, pudiendo aumentar el número de pobres en España en más de 700 000 personas. Las regiones más afectadas serían Baleares, Castilla y León, Aragón y Cataluña.
El impacto afectó de forma desigual por cada sector. Los más afectados fueron: "hostelería, transportes y cultura, seguidos del comercio, mientras que la industria y la construcción, aun sufriendo una fuerte caída en su actividad, esta ha sido menos intensa". El sector de planificación de bodas también sufrió grandes pérdidas, que se calculan de unos 3 500 millones de euros, más de la mitad de la facturación habitual. Según los datos de la Corporación de Reservas Estratégicas de Productos Petrolíferos (Cores), el consumo de combustibles cayó un 59 % en abril. En el sector de vivienda, provocó una caída en la firma de hipotecas del 18,4% en abril respecto al mismo mes del año pasado. El número de créditos para viviendas inscritoso en los registros de la propiedad se situó en 23 840, la cifra más baja en un mes de abril desde 2017, según el INE.
Los líderes españoles han pedido "bonos corona", similares a los eurobonos propuestos pero nunca implementados, para ayudar al país a recuperarse de la epidemia. En 16 de junio el Gobierno aprobó un fondo para las autonomías de 16 000 millones de euros no reembolsables destinados a la crisis causada por el coronavirus, con un reparto de 9000 millones para sanidad, 2000 millones para educación y otros 800 millones para transporte. En marzo, abril y mayo, el número de prestaciones contributivas se redujo como consecuencia de la crisis del coronavirus. El sistema de la Seguridad Social abonó en junio 9.754.740 pensiones. Durante la nueva normalidad, se decretó la suspensión temporal de la empresa hortofrutícola La Espesa debido a rebrotes de coronavirus en las localidades aragonesas de Zaidín, Fraga, Binéfar, Tamarite y Monzón.
Las empresas Seat y Renault se dedicaron a la producción de respiraderos. Inditex, Mango y Repsol donaron mascarillas y gel hidroalcohólico a personal sanitario.

### En el turismo
Estas pérdidas fueron, tan solo en Tenerife, de unos 4 200 millones de euros. La Operación Paso del Estrecho (OPE) que permite el viaje desde toda Europa hasta el Magreb se retrasó a consecuencia de las restricciones por la pandemia. La cancelación de diferentes eventos multitudinarios tuvo un gran impacto económico: en Valencia la cancelación de las Fallas y de La Magdalena supuesto pérdidas acumuladas de 700 millones de euros, y la cancelación del Día Internacional del Orgullo LGBT en Madrid trajo consigo pérdidas estimadas en 200 millones de euros. Los locales de ocio se vieron obligados a reducir su aforo y aumentar sus costes con medidas de higiene y seguridad sin precedentes. El Comité Organizador del Orgullo Estatal LGBTI trasladó de manera virtual la celebración al 1 y 5 de julio. Los residentes en España viajaron un 30,2% menos hasta marzo y gastaron un 22,6% menos que en 2019.
El Ministerio de Cultura ordenó el 10 de marzo el cierre de sus edificios en Madrid, incluidos el Museo del Prado, Reina Sofía, Thyssen, la Filmoteca Española, los museos Arqueológico y Antropológico, así como la Biblioteca Nacional y el Palacio Real, entre otros. La Sagrada Família de Barcelona también cerró para turistas y trabajadores de la construcción. La Feria de Sevilla se pospuso a septiembre por primera vez en su historia.
En el 18 de junio de 2020 se lanzó la campaña Spain for sure ('España seguro' o 'España, por supuesto', en inglés) para atraer a turistas extranjeros. El 18 de junio, la ministra de Exteriores, Arancha González, anunció el permiso de ciudadanos británicos y de países de la Unión Europea sin necesidad de cuarentena para el 21 de junio. La Generalidad previó una la caída turística en la comunidad del 41 % y un 53 %, con un cierre del 30% de las tiendas. La consejera de Salud de la Generalidad, Alba Vergés, declaró la intención del Gobierno catalán en instalar centros de cuarentena para controlar y gestionar la llegada de turistas que puedan estar contagiados.
En 22 de junio, llegaron un centenar de vuelos tras la apertura de las fronteras nacionales con el resto de países europeos. Los viajeros pasan por tres tipos de controles para evitar contagios. En cuanto al 90% de las familias españolas optan por pasar sus vacaciones veraniegas en un destino nacional, ya sea por la península o en las islas, en lugar de viajar al extranjero, surgiendo la iniciativa #EnFamiliaPorEspaña.

### En la sanidad
Entre el 17 de marzo y el 14 de abril, la tasa de mortalidad en España fue un 68% superior a la habitual y se produjeron 21.882 muertes en exceso, observándose la gran mayoría de la mortalidad en exceso entre los mayores de 74 años. El pico de exceso de muertes se produjo durante la semana del 27 de marzo al 3 de abril y fue cinco veces mayor que la temporada de gripe de 2019.
A pesar de todas las medidas adoptadas por el gobierno, el número total de casos en las dos primeras semanas del primer estado de alarma fue muy alto, lo que saturó los servicios médicos y de cuidados intensivos, además de la falta de equipamiento como respiradores y protección para los sanitarios, cuya importación en tiempos de mucha demanda se hizo muy complicado. La consejera catalana de Salud, Alba Vergés, aseguró en el Parlamento de Cataluña que la pandemia había provocado el aplazamiento de 70 000 operaciones quirúrgicas y se habían realizado unas 34 000 intervenciones urgentes, la mitad que se hicieron en el mismo periodo el año anterior. El 23 de marzo, The Guardian informó de que los hospitales del área de Madrid estaban siendo desbordados por pacientes con coronavirus. Per cápita, España tiene solo un tercio de las camas hospitalarias que Alemania y Austria. A 28 de marzo, la carga en las unidades de cuidados intensivos por caso confirmado era de 7,8, casi tan alta como la de Italia y muy por encima de cualquier otro país europeo. A 31 de marzo, las unidades de cuidados intensivos de Cataluña, Madrid, Castilla-La Mancha y Castilla y León estaban al 80% de su capacidad o más, a pesar de los esfuerzos por triplicar el número de camas disponibles; La mayoría de los pacientes tenían coronavirus. Después del 1 de abril, algunos hospitales de Madrid experimentaron un pequeño descenso en el número de pacientes en cuidados intensivos, mientras que otros se mantuvieron estables o siguen aumentando. El número de pacientes en cuidados intensivos en Galicia, Asturias y Castilla-La Mancha también descendió. En Castilla y León, Cataluña y Valencia se mantuvo estable, mientras que en Aragón y Andalucía alcanzó su punto máximo más tarde. El número de pacientes en cuidados intensivos en las comunidades autónomas con más casos alcanzó su pico en los primeros días de abril.
Los barrios de bajos ingresos de Barcelona tienen una tasa de infección siete veces superior a la de los barrios más ricos. Parte de la razón es que los trabajadores esenciales, que han seguido yendo a trabajar a pesar de la epidemia, probablemente trabajen en empleos de baja calificación, como supermercados o cuidado de ancianos. Además, muchos cuidadores son inmigrantes, que carecen de acceso a las prestaciones por desempleo y viven en algunas de las viviendas de menor categoría. Las personas sin hogar también están en riesgo y las organizaciones benéficas que las ayudan se vieron obligadas a cesar sus operaciones debido a la enfermedad.
Las medidas de austeridad, promulgadas por el anterior gobierno de Mariano Rajoy, que recortó miles de millones de euros de los presupuestos sanitarios, fueron culpadas por algunos expertos de reducir la capacidad del sistema sanitario. El gasto sanitario en España es del 5,9%, por debajo de la media de la UE, que es del 7,5%. Antes de la epidemia de coronavirus, algunos médicos estaban desempleados o habían emigrado en busca de trabajo. Ahora, los trabajadores de la salud jubilados están siendo llamados de regreso al trabajo y los estudiantes de medicina están siendo reclutados para realizar algunas tareas. La privatización de hospitales llevada a cabo durante el mandato de Rajoy ha socavado los esfuerzos para coordinar la respuesta a la crisis.
Las residencias de la tercera edad también fueron afectadas debido al "desconocimiento entre la población sobre el funcionamiento de la enfermedad". Se estimaron más de 16.000 muertes en los geriátricos durante los primeros meses en todo el país. Estudios que analizaron el porcentaje de mortalidad de residencias cuyos internos excluidos de la atención hospitalaria con síntomas de infección respiratoria "tenían más o similar probabilidad de morir que aquellos que fueron derivados al hospital". Muchas residencias carecían de personal suficiente por ser empresas privadas y los residentes no necesariamente pueden permitirse la atención suficiente. Miles de trabajadores de cuidado de ancianos han sido infectados y algunos hospitales se negaron a admitir a los enfermos de las residencias de ancianos. En algunas residencias de ancianos, los ancianos fueron encontrados abandonados en sus camas por los soldados españoles que montaban una respuesta de emergencia. La ministra de Defensa, Margarita Robles, dijo que cualquier persona culpable de negligencia será procesada. Para el 18 de abril, 38 residencias estaban bajo investigación. Fue especialmente perjudicada la Comunidad de Madrid bajo el Gobierno de Isabel Díaz Ayuso, donde la Consejería de Sanidad "asumía el mando único", debido a protocolos que "obstaculizaban el traslado de miles de ancianos", optando por no hospitalizar a residentes contagiados. Durante la primera ola de la pandemia, la mortalidad por COVID-19 en residencias se disparó en Madrid al 47% con unos 7.291 fallecidos, unas cuatro veces más que en otras comunidades. Alrededor del 19% de los ancianos que vivían en los centros de convalecencia de la Comunidad de Madrid murieron. Dichas mediadas fueron coloquialmente llamadas como "protocolos de la vergüenza" y fueron protestado por Amnistía Internacional como violación de derechos humanos de los residentes.
Una investigación realizada por varias universidades españolas llegó a la conclusión de que el confinamiento ha aumentado el malestar psicológico del 46 % de los españoles mayores de edad. Según una encuesta de Salud Madrid, la tasa de población que sufría de soledad no deseada en dicha ciudad se ha situado en un 16,6 %, cuando normalmente es de un 10%. Este aumento ha sido mayor en los mayores de 65 años y en las mujeres entre 30 y 44, grupos en los que prácticamente se ha duplicado.
La comunicación positiva de los padres con sus hijos aumentó un 70 % durante el confinamiento, además de haber encontrado mayor conciliación familiar y en el trabajo según un estudio realizado por la Universidad CEU San Pablo. No obstante, el 88,9 % de los padres constataron cambios emocionales como dificultad de concentración, desinterés, irritabilidad, nerviosismo, soledad y preocupación en el comportamiento de sus hijos debido al confinamiento según un informe de Unicef que recoge estudios de la Universidad Miguel Hernández y la Università degli Studi di Perugia. Unos 1,5 millones de personas abandonaron el ejercicio físico según un estudio de la Fundación España Activa realizado por la Universidad Rey Juan Carlos (URJC).

### En la movilidad
Pese a que se considere que el uso de transporte público con medidas de protección es seguro, el 89 % de los españoles declaran que evitarían el transporte público si pudieran. Esto se ha traducido en un mayor tráfico rodado en las grandes ciudades: en Madrid el Ayuntamiento prevé que entre el 10 y el 13 % de los usuarios del transporte público pasen a usar el coche. El uso de la bicicleta también ha aumentado al principio de la desescalada, con el servicio madrileño de bicicleta compartida BiciMAD adquiriendo 8785 abonados entre el 22 de abril y el 19 de mayo, una subida del 14,4 %. No fue hasta la entrada de la fase 2 que el metro, cercanías y las líneas de autobús del transporte público madrileño recuperaron todos los asientos disponibles para sus usuarios.
Según los datos del Instituto Nacional de Estadística, el número de usuarios del transporte público cayó en abril un 91,4 % interanual. La mayor incidencia se dio en el transporte aéreo, que bajó un 99 % con 37 000 viajes en abril. La caída fue del 90,7 % en autobús, del 90,5 % en ferrocarril, del 90,9 % en metro y del 91,5 % en autobús urbano.
A partir de datos públicos procedentes del Instituto Nacional de Estadística y del Catastro se ha desarrollado una metodología para analizar la relación entre la disminución del número de viajeros durante el confinamiento por COVID-19 y las características de las áreas de influencia de las paradas de autobús (ingresos medios de la población, densidad de población de la zona, tipo de usos del suelo). La aplicación de esta metodología en una ciudad de tamaño medio como La Coruña ha demostrado que las zonas con mayor demanda del transporte público, en comparación con años anteriores, han sido aquellas cuyos habitantes tienen menores ingresos medios, zonas con alta densidad de población y áreas con altas proporciones de uso de suelo dedicado a hospitales, oficinas o supermercados.
Tras el fin del primer estado de alarma el 21 de junio de 2020, toda España pasó a la 'nueva normalidad' con la libre movilidad interna. Durante ese día se registró un tráfico tranquilo según los datos de la DGT. El tráfico se recuperó durante el 22 de junio la circularon de 1 358 302 vehículos por las carreteras españolas, un 2,13% más que en un día normal de febrero.

### En la penalidad
Con el fin del primer estado de alarma, un total de más de 9.000 detenidos y casi 1,2 millones de sanciones fueron realizadas durante la pandemia. Las comunidades de Madrid, Andalucía y Comunitat Valenciana han acaparado casi la mitad de todas las infracciones. La violencia hacia menores y el juego de póquer y casinos en línea también aumentó debido al confinamiento. El coronavirus provocó un aumento de la ciberdelincuencia. Estafas phishing que imitaban al Ministerio de Sanidad se dirigieron a usuarios de WhatsApp. La Policía Nacional descubrió 12.000 sitios web fraudulentos dirigidos a españoles.
La Guardia Civil realizó 50.000 acciones humanitarias y desplegó 900.000 dispositivos para evitar reuniones y desplazamientos injustificados y ha protagonizado 91.000 intervenciones en casos de violencia de género. Los casos de maltratos a personas mayores en la provincia de Barcelona se duplicaron durante el confinamiento según la Diputación de Barcelona. Durante el mes de abril fueron asesinados tres indigentes en Barcelona. "La Fiscalía llegó a abrir, en todo el país, más de 500 diligencias entre lo penal y lo civil, más de la mitad archivadas tres años después".
Un empresario fue detenido por presuntamente robar 5 millones de euros en material médico. Otras compañías vendían falsas curas milagrosas con agresivas campañas de marketing. Algunas empresas están vendiendo suministros esenciales, como mascarillas o desinfectante de manos, con un alto margen de beneficio, lo que da lugar a denuncias de aumento abusivo de precios.
En 2024, se comenzó la investigación de la Operación Delorme en torno a Koldo García Izaguirre, un asesor y chófer y José Luis Ábalos, entonces ministro de Fomento, por corrupción al formar parte de una presunta «organización criminal» para lucrarse con nueve contratos públicos de compra de mascarillas, valorados en 54 millones de euros.
Respecto al alto número de fallecidos en residencias madrileñas, la Audiencia de Madrid reabrió en 2023 una investigación contra la presidenta de la Comunidad de Madrid, Isabel Díaz Ayuso, y sus consejeros de Sanidad, Enrique Ruiz Escudero; y de Justicia e Interior, Enrique López, "sobre responsabilidad penal en la muerte de siete mayores en una residencia del distrito de Ciudad Lineal al no ser derivados al hospital durante la pandemia". En 2024 se realizó una macro denuncia contra el gobierno de Ayuso ante la Fiscalía realizada por 109 familias de los fallecidos en geriátricos de la región.

### En la educación
Tras decretarse el estado de alarma, cerca de 10 millones de estudiantes de todos los ciclos educativos se vieron obligados a seguir con su formación a distancia mediante clases en línea. Catorce comunidades autónomas acordaron con el Ministerio de Educación y Formación Profesional conceder el título de bachillerato a los alumnos que tuvieran hasta una materia suspensa. Radio Televisión Española (RTVE) y el canal La2 de Televisión Española (TVE) incluyeron una programación especial para los estudiantes.
El 9 de marzo de 2020, Isabel Díaz Ayuso anunció la suspensión de clases en la Comunidad Autónoma de Madrid en todos los niveles educativos debido al fuerte aumento de casos en la región, que afectó a 1,5 millones de alumnos. El Gobierno Vasco cerró todos los colegios de los municipios de Vitoria y Labastida. Una guardería de Barcelona fue clausurada después de que un trabajador diera positivo. El 10 de marzo, la Conferencia de Rectores de las Universidades Públicas de Madrid (CRUMA) retrasó dos semanas el calendario académico, incluidas clases, exámenes e inscripciones; y el gobierno de La Rioja suspendió las clases por dos semanas.
El 11 de marzo, la consejera de Sanidad del Gobierno Vasco, Nekane Murga, anunció el cierre de todos los colegios de Álava, después de que 12 alumnos fueran diagnosticados con coronavirus; la medida afectó a más de 60.000 estudiantes. El 12 de marzo, las Comunidades Autónomas de Murcia, Galicia, Cataluña, País Vasco, Asturias, Aragón, Canarias, Castilla-La Mancha, Navarra, Extremadura, Baleares, Cantabria y la ciudad de Melilla suspenden por completo las clases de todos los niveles educativos en sus respectivas regiones, haciendo un total de 14 de 17 comunidades autónomas y una de las ciudades autónomas con cierre de colegios. Se ordenó a más de diez millones de estudiantes (un millón de universitarios y nueve millones de educación secundaria y primaria) quedarse en inicialmente por dos semanas.
El 17 de marzo, las convocatorias para las pruebas de  Selectividad (Pruebas de Acceso a la Universidad Española), prevista para junio para más de 300.000 estudiantes, se atrasaron en todas las comunidades autónomas, en general a la segunda semana de julio, aunque no todas las comunidades eligieron esas fechas: en Navarra son entre los días 23 y 26 de junio. Las pruebas, en todo caso, se realizan con medidas para evitar contagios como el uso de mascarillas. El 18 de marzo, el Ministro Vasco de Educación prorrogó indefinidamente el cierre de las escuelas.
Las escuelas reabrieron por completo en septiembre de 2020, pero se introdujeron nuevas reglas ya que el país estaba experimentando un resurgimiento de casos, por ejemplo, todos los estudiantes mayores de seis años deben usar máscaras, se redujo el tamaño de las clases, los estudiantes fueron separados en "burbujas" asignadas a evitar que se mezclen y mantener los escritorios a 1,5 m de distancia.

## Consecuencias internacionales de la pandemia en España

### Transmisión a otros países y territorios
A 14 de marzo, se han reportado casos en Ecuador, Perú, Panamá y Guinea Ecuatorial provenientes de España.
El 29 de febrero, una mujer que llegó a Ecuador el 14 de febrero desde España da positivo en SARS-CoV-2 y se convierte en el primer caso de coronavirus en el país. La paciente, de 70 años y con enfermedades previas, es aislada y admitida en cuidados intensivos. De acuerdo con Julio López, Ministro de Sanidad de Ecuador, su situación era crítica.
El 5 de marzo, el Ministerio de Salud de Perú activó el protocolo para casos sospechosos, informando poco después del primer positivo en su territorio, un varón de 25 años que estuvo de viaje en España, Francia y República Checa.
El 8 de marzo, Portugal confirmó un caso procedente de España. El 10 de marzo se detectó un nuevo caso y al día siguiente (11 de marzo) otros tres casos.
El 10 de marzo, Panamá confirmó el primer caso positivo de esta enfermedad en su territorio. Se trataría de una mujer de 40 años que llegó en un vuelo procedente de España el lunes 9, la cual presentaba tos y fiebre. La mujer y dos personas que conviven con ella fueron puestas en cuarentena, presentando un cuadro leve de la enfermedad.
En Honduras se confirmó dos casos de coronavirus. El primer paciente, o paciente cero, fue una mujer embarazada que llegó de España el 4  de marzo pero fue confirmada la madrugada del 10 de marzo.
El 13 de marzo, la vicepresidenta venezolana, Delcy Rodríguez, confirmó dos casos del virus en el estado Miranda.
El primer caso en Guinea Ecuatorial fue anunciado el 14 de marzo, una mujer de 42 años nacional de dicho país y que pasó siete días en la localidad de Móstoles, ciudad ubicada en la Comunidad de Madrid. Esta persona no presentó síntomas, siendo objeto de seguimiento junto con sus contactos.
El 17 de marzo, un ciudadano español de 47 años que hacía negocios en Macao dio positivo; tomó el vuelo SU2501 de Madrid a Moscú el 15 de marzo, y luego el vuelo SU204 de Moscú a Beijing. El 16 de marzo, tomó el vuelo NX001 de Beijing a Macao y llegó al aeropuerto de Macao a las 8:00 p. m. del mismo día.
El primer caso en Papúa Nueva Guinea fue reportado el 20 de marzo, en un hombre que viajaba desde España y que fue puesto en cuarentena en la ciudad de Lae.

### Restricciones de entrada a españoles

Restricciones de entrada a ciudadanos españoles al 25 de abril:
España
Prohibición de entrada
Cuarentena obligatoria
Otras medidas cautelares

La pandemia de COVID-19 ha supuesto la imposición de restricciones a la entrada de viajeros procedentes de España en la gran mayoría de países del mundo. Un total de 163 países ha prohibido la entrada a personas provenientes del territorio español o han suspendido las comunicaciones marítimas y aéreas con este país, entre ellos Portugal, Alemania o Estados Unidos. Otras diez naciones imponen alguna modalidad de cuarentena para viajeros procedentes de España, como Islandia, Mozambique o Países Bajos. Siete países, entre los que se encuentran Francia e Italia, imponen otro tipo de medidas para el cruce de sus fronteras, como la exigencia de estar en posesión de certificados que acrediten su residencia en el país o ser personal sanitario que esté destinado en la lucha contra la pandemia.

### Respuesta de la Unión Europea
A partir de finales del primer trimestre de 2020, varios de los Estados miembros de la Unión se confrontaron a la crisis sanitaria de la pandemia de COVID-19. El impacto mediático generado por la situación, precipitó a los gobiernos nacionales y a las instituciones europeas a una situación sin precedentes, que en marzo, llevó a que los Estados miembros aceptaran la recomendación emitida por la Comisión Von der Leyen sobre lo que deberían hacer para restringir la entrada en el territorio a los residentes extracomunitarios. Casi al mismo tiempo, la Comisión lanzó su primera reserva de material médico con el fin de repartirlo a los Estados de la Unión más afectados por la pandemia.
En abril se sucedieron numerosas acciones políticas en respuesta a la crisis. En primer lugar reaccionó el Banco Central Europeo (BCE) con un programa de compra de títulos para evitar el colapso de los mercados de deuda, lo que contribuyó a estabilizar la situación financiera. Entonces, tras ser aprobada por primera vez la denominada “cláusula general de salvaguarda” prevista para escenarios de graves crisis generalizadas que afecten a la eurozona, la Comisión pudo levantar los límites que fijaba el pacto de estabilidad y crecimiento. De esta forma se autorizó a los gobiernos nacionales a inyectar en la economía tanto dinero «como fuese necesario». A dicha flexibilización se añadieron también los cambios en la autorización de ayudas públicas, ya que la normativa permitió otorgar hasta 800.000 euros por compañía en forma de subvención directa o ventajas fiscales. De manera complementaria, el Eurogrupo logró un acuerdo la segunda semana de abril que estableció los detalles de la primera red de seguridad comunitaria contra los efectos de la pandemia.
Pero el anuncio más destacado llegó el 18 de mayo de 2020, cuando en una rueda de prensa Merkel y Macron presentaron un plan para la UE en el marco de la crisis de la pandemia. Este impulso se integró con varias acciones institucionales de las semanas anteriores, y sirvió de base al plan recuperación económica (Next Generation EU) presentado por Von der Leyen la semana siguiente. Empero, el anuncio conjunto de Merkel y Macron fue impulsado por un fallo del Tribunal Constitucional de Alemania, que días antes había puesto en duda la independencia del Banco Central Europeo (BCE) para mantener a flote las economías de los miembros más vulnerables de la organización, así como la gobernabilidad de la UE. Hasta entonces, Merkel —quien ocho años antes, en el punto más álgido de la crisis del euro, aseguró que no habría eurobonos «mientras yo viva»— se había opuesto a la propuesta de Macron para crear un fondo que obligaría a los 27 a aumentar la deuda de forma conjunta.
En diciembre de 2020, la vacuna Tozinameran contra la COVID-19 logró la autorización de comercialización en la UE. BioNTech (Societas europaea), el laboratorio al origen de dicho producto, había recibido más de 9 millones de euros de financiación de la UE para la investigación durante la década precedente. Además, en junio fue beneficiario de un préstamo de 100 millones de euros del Banco Europeo de Inversiones (BEI), respaldado por la UE. Esto ayudó al laboratorio alemán a ampliar sus capacidades de fabricación y a suministrar la vacuna a nivel mundial.
En el plano internacional, durante el mes de mayo la Comisión lanzó la "Respuesta mundial al coronavirus", una acción que perseguía el «acceso universal a vacunas, tratamientos y tests de coronavirus asequibles». En la primera jornada del evento quedó cubierto el objetivo monetario de 7400 millones de euros, más de un tercio de los cuales procedían de la UE y sus Estados miembros. Este “maratón mundial de donantes”, dio paso al lanzamiento de una campaña denominada Global Goal: Unite for our Future que culminó el 27 de junio con una cumbre mundial de donantes, presidida por Von der Leyen, que recaudo 6.150 millones de euros.

### Crítica internacional
Según The Guardian, la respuesta inicialmente lenta de España al coronavirus hizo que la epidemia se volviera grave a pesar de que no compartía una frontera terrestre con Italia u otros países gravemente afectados. Un análisis en Vox planteó la hipótesis de que el gobierno minoritario de Pedro Sánchez "probablemente no quería arriesgar su frágil control del poder prohibiendo las grandes reuniones"; el primer ministro defendió inicialmente su decisión de permitir que continuasen las grandes reuniones. En un artículo de opinión publicado por The New York Times atribuyó el elevado número de víctimas a la lentitud de la respuesta gubernamental frente al virus, centrándose en tres causas: un sistema sanitario estresado y empobrecido desde la crisis económica de 2008, tener que unificar los sistemas sanitarios de las 17 comunidades autónomas en un mando central, y tener una población anciana.
Se han dado múltiples explicaciones para la lenta respuesta del gobierno a la pandemia, y académicos afirman que no se ha podido predecir el aumento de los precios mundiales de los equipos de protección personal y los kits de prueba, lo que lleva a un bajo suministro durante las múltiples olas de COVID-19 que azotaron el país. El gobierno tampoco aisló a las personas mayores en instalaciones individuales para prevenir la propagación del virus entre los más vulnerables, y carecía de información disponible sobre la evolución de los casos de COVID-19 en el país, lo que dificultaba el seguimiento. Más en concreto, el profesor emérito François Béland de la Universidad de Michigan, consideró los “protocolos de la vergüenza” tomados en la Comunidad de Madrid como "inaceptable desde el punto de vista médico y ético”. Amnistía Internacional como violación de derechos humanos de los residentes. Finalmente, el gobierno hizo público un sistema de rastreo de casos y disponibilidad de pruebas en forma de una aplicación llamada "RadarCOVID", cuyos resultados de la prueba piloto fue probado en la isla de La Gomera fueron “positivos” según la revista científica Nature. Sin embargo, los críticos creen que dicho sistema debería haberse lanzado antes de que terminara el confinamiento final. En cambio, RadarCOVID se lanzó el 29 de junio, con múltiples defectos adicionales, incluidos problemas de privacidad y transparencia. La aplicación contribuyó poco al rastreo de contactos real. En total, se introdujeron solo 124.555 personas desde el 19 de agosto de 2020 hasta el 25 de septiembre de 2022. RadarCOVID fue finalmente cerrada el 9 de octubre de 2022.

## Opinión pública
| ¿Es la COVID-19 una preocupación principal en su país? (Ipsos) | ¿Es la COVID-19 una preocupación principal en su país? (Ipsos) | ¿Es la COVID-19 una preocupación principal en su país? (Ipsos) | ¿Es la COVID-19 una preocupación principal en su país? (Ipsos) | ¿Es la COVID-19 una preocupación principal en su país? (Ipsos) | ¿Es la COVID-19 una preocupación principal en su país? (Ipsos) | ¿Es la COVID-19 una preocupación principal en su país? (Ipsos) | ¿Es la COVID-19 una preocupación principal en su país? (Ipsos) | ¿Es la COVID-19 una preocupación principal en su país? (Ipsos) | ¿Es la COVID-19 una preocupación principal en su país? (Ipsos) | ¿Es la COVID-19 una preocupación principal en su país? (Ipsos) | ¿Es la COVID-19 una preocupación principal en su país? (Ipsos) |
| 2020                                                           | 2020                                                           | 2020                                                           | 2020                                                           | 2021                                                           | 2021                                                           | 2022                                                           | 2022                                                           | 2023                                                           | 2023                                                           | 2024                                                           | 2024                                                           |
| OpciónMes                                                      | Muestra                                                        | Sí                                                             | Ref(s).                                                        | Sí                                                             | Ref.                                                           | Sí                                                             | Ref.                                                           | Sí                                                             | Ref.                                                           | Sí                                                             | Ref.                                                           |
| -------------------------------------------------------------- | -------------------------------------------------------------- | -------------------------------------------------------------- | -------------------------------------------------------------- | -------------------------------------------------------------- | -------------------------------------------------------------- | -------------------------------------------------------------- | -------------------------------------------------------------- | -------------------------------------------------------------- | -------------------------------------------------------------- | -------------------------------------------------------------- | -------------------------------------------------------------- |
| Enero                                                          | —                                                              | —                                                              | —                                                              | 63%                                                            | [ 442 ]                                                        | 41%                                                            | [ 443 ]                                                        | 12%                                                            | [ 444 ]                                                        | 4%                                                             | [ 445 ]                                                        |
| Febrero                                                        | —                                                              | —                                                              | —                                                              | 67%                                                            | [ 446 ]                                                        | 33%                                                            | [ 447 ]                                                        | 5%                                                             | [ 448 ]                                                        | 4%                                                             | [ 449 ]                                                        |
| Marzo                                                          | —                                                              | —                                                              | —                                                              | 56%                                                            | [ 450 ]                                                        | 19%                                                            | [ 451 ]                                                        | 3%                                                             | [ 452 ]                                                        | 3%                                                             | [ 453 ]                                                        |
| Abril                                                          | —                                                              | 68%                                                            | [ 454 ]                                                        | 59%                                                            | [ 455 ]                                                        | 15%                                                            | [ 456 ]                                                        | 4%                                                             | [ 457 ]                                                        | 2%                                                             | [ 458 ]                                                        |
| Mayo                                                           | —                                                              | 63%                                                            | [ 459 ]                                                        | 46%                                                            | [ 460 ]                                                        | 22%                                                            | [ 461 ]                                                        | 5%                                                             | [ 462 ]                                                        | —                                                              | —                                                              |
| Junio                                                          | 1000                                                           | 53%                                                            | [ 463 ] [ 464 ]                                                | 37%                                                            | [ 465 ]                                                        | 7%                                                             | [ 466 ]                                                        | 5%                                                             | [ 467 ]                                                        | —                                                              | —                                                              |
| Julio                                                          | 1000                                                           | 52%                                                            | [ 468 ] [ 464 ]                                                | 41%                                                            | [ 469 ]                                                        | 15%                                                            | [ 470 ]                                                        | 2%                                                             | [ 471 ]                                                        | —                                                              | —                                                              |
| Agosto                                                         | 1000                                                           | 60%                                                            | [ 472 ] [ 473 ]                                                | 43%                                                            | [ 474 ]                                                        | 12%                                                            | [ 475 ]                                                        | 4%                                                             | [ 476 ]                                                        | —                                                              | —                                                              |
| Septiembre                                                     | 1003                                                           | 58%                                                            | [ 477 ] [ 478 ]                                                | 33%                                                            | [ 479 ] [ 480 ]                                                | 10%                                                            | [ 481 ]                                                        | 3%                                                             | [ 482 ]                                                        | —                                                              | —                                                              |
| Octubre                                                        | 1000                                                           | 60%                                                            | [ 483 ] [ 484 ]                                                | 24%                                                            | [ 485 ]                                                        | 5%                                                             | [ 486 ]                                                        | 4%                                                             | [ 487 ]                                                        | —                                                              | —                                                              |
| Noviembre                                                      | 1000                                                           | 64%                                                            | [ 488 ] [ 484 ]                                                | 25%                                                            | [ 489 ]                                                        | 7%                                                             | [ 490 ]                                                        | 4%                                                             | [ 491 ]                                                        | —                                                              | —                                                              |
| Diciembre                                                      | 1000                                                           | 60%                                                            | [ 492 ] [ 493 ]                                                | 33%                                                            | [ 494 ]                                                        | 7%                                                             | [ 495 ]                                                        | 1%                                                             | [ 496 ]                                                        | —                                                              | —                                                              |

## Estadísticas

### Progreso de los casos y las muertes

#### Progreso acumulado y diario
Hospitalizaciones a causa del COVID-19 en España

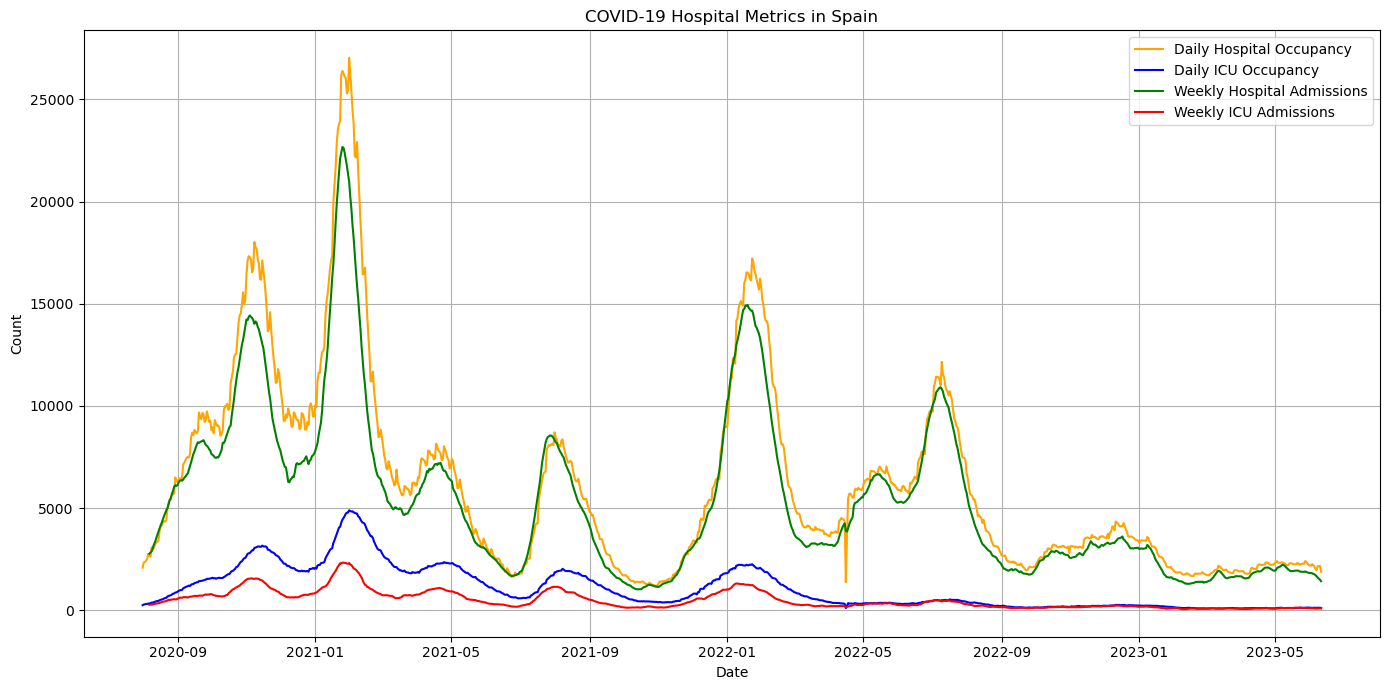

Casos por comunidades o ciudades autónomas
A continuación se muestra la incidencia de la pandemia de COVID-19 en cada comunidad o ciudad autónoma. A fecha de 30 de diciembre de 2022, las autonomías con más casos por cada cien mil habitantes eran Navarra (38 897,6) y País Vasco (35 812,9), y las que menos eran Andalucía (19 049,4) y Canarias (21 141,1). Las comunidades con más fallecidos por cada cien mil habitantes eran Aragón (407,9) Castilla-La Mancha (391,8) Castilla y León (391), mientras que las que menos eran Canarias (99,8) y Baleares (137,9).
| Andalucía              | 1 613 946  | 14 950  | 8 472 407  | 19 049,4 | 176,5 |
| Aragón                 | 464 127    | 5410    | 1 326 261  | 34 995,1 | 407,9 |
| Principado de Asturias | 264 344    | 3386    | 1 011 792  | 26 126,3 | 334,7 |
| Islas Baleares         | 313 436    | 1617    | 1 173 008  | 26 720,7 | 137,9 |
| Canarias               | 459 384    | 2168    | 2 172 944  | 21 141,1 | 99,8  |
| Cantabria              | 162 287    | 977     | 584 507    | 27 764,8 | 167,1 |
| Castilla-La Mancha     | 607 097    | 8031    | 2 049 562  | 29 620,8 | 391,8 |
| Castilla y León        | 842 334    | 9319    | 2 383 139  | 35 345,6 | 391   |
| Cataluña               | 2 674 970  | 20 902  | 7 763 362  | 34 456,3 | 269,2 |
| Ceuta                  | 24 572     | 193     | 83 517     | 29 421,6 | 231,1 |
| Comunidad Valenciana   | 1 579 147  | 10 238  | 5 058 138  | 31 219,9 | 202,4 |
| Extremadura            | 308 329    | 2677    | 1 059 501  | 29 101,3 | 252,7 |
| Galicia                | 745 860    | 4003    | 2 695 645  | 27 669,1 | 148,5 |
| Comunidad de Madrid    | 1 974 747  | 20 225  | 6 751 251  | 29 250,1 | 299,6 |
| Melilla                | 25 226     | 170     | 86 261     | 29 243,8 | 197,1 |
| Región de Murcia       | 463 409    | 2504    | 1 518 486  | 30 517,8 | 164,9 |
| Navarra                | 257 322    | 1742    | 661 537    | 38 897,6 | 263,3 |
| País Vasco             | 792 894    | 7621    | 2 213 993  | 35 812,9 | 344,2 |
| La Rioja               | 110 827    | 962     | 319 796    | 34 655,5 | 300,8 |
| Total                  | 13 684 258 | 117 095 | 47 385 107 | 28 878,8 | 247,1 |

### Vacunación

#### Vacunación por autonomía
En la siguiente tabla se detalla el número de dosis entregadas y administradas por autonomía. Los datos de las Fuerzas Armadas y de sanidad exterior (las vacunas administradas en el ámbito del servicio exterior del Ministerio de Asuntos Exteriores, Unión Europea y Cooperación para los miembros de la Administración en el exterior y el servicio diplomático) computan en el total a nivel nacional.
La población diana (p. diana) es toda la población española que tiene 12 años o más, mientras que la población total (p. t.) incluye al conjunto poblacional sin exclusión alguna. Por otra parte, las abreviaturas de las marcas de la vacuna son las siguientes:
- "P": Pfizer-BioNTech
- "M": Moderna
- "AZ": AstraZeneca-Oxford
- "J": Janssen (Johnson & Johnson)

| Vacunación en España por autonomía a 20 de septiembre de 2021 | Vacunación en España por autonomía a 20 de septiembre de 2021 | Vacunación en España por autonomía a 20 de septiembre de 2021 | Vacunación en España por autonomía a 20 de septiembre de 2021 | Vacunación en España por autonomía a 20 de septiembre de 2021 | Vacunación en España por autonomía a 20 de septiembre de 2021 | Vacunación en España por autonomía a 20 de septiembre de 2021 | Vacunación en España por autonomía a 20 de septiembre de 2021 | Vacunación en España por autonomía a 20 de septiembre de 2021 | Vacunación en España por autonomía a 20 de septiembre de 2021 | Vacunación en España por autonomía a 20 de septiembre de 2021 |
| Comunidad autónoma                                            | Dosis entregadas                                              | Dosis entregadas                                              | Dosis entregadas                                              | Dosis entregadas                                              | Dosis entregadas                                              | Dosis administradas                                           | Dosis administradas                                           | Población (2020)                                              | Personas con pauta completa                                   | Personas con pauta completa                                   |
| Comunidad autónoma                                            | Pfizer                                                        | Moderna                                                       | AstraZeneca                                                   | Janssen                                                       | Total                                                         | Total                                                         | %                                                             | Población (2020)                                              | Total                                                         | %                                                             |
| ------------------------------------------------------------- | ------------------------------------------------------------- | ------------------------------------------------------------- | ------------------------------------------------------------- | ------------------------------------------------------------- | ------------------------------------------------------------- | ------------------------------------------------------------- | ------------------------------------------------------------- | ------------------------------------------------------------- | ------------------------------------------------------------- | ------------------------------------------------------------- |
| Andalucía                                                     | 9 306 270                                                     | 2 019 500                                                     | 1 603 000                                                     | 463 400                                                       | 13 392 170                                                    | 12 542 898                                                    | 93,7%                                                         | 8 464 411                                                     | 6 490 340                                                     | 76,67%                                                        |
| Aragón                                                        | 1 508 445                                                     | 275 200                                                       | 265 100                                                       | 64 700                                                        | 2 113 445                                                     | 1 948 925                                                     | 92,2%                                                         | 1 329 391                                                     | 1 018 424                                                     | 76,60%                                                        |
| Asturias                                                      | 1 200 155                                                     | 162 000                                                       | 220 900                                                       | 49 700                                                        | 1 632 755                                                     | 1 644 879                                                     | 100,7%                                                        | 1 018 784                                                     | 848 881                                                       | 83,32%                                                        |
| Islas Baleares                                                | 1 272 150                                                     | 305 100                                                       | 256 400                                                       | 57 600                                                        | 1 891 250                                                     | 1 561 044                                                     | 82,5%                                                         | 1 171 543                                                     | 811 179                                                       | 69,24%                                                        |
| Islas Canarias                                                | 2 324 760                                                     | 574 700                                                       | 455 800                                                       | 133 650                                                       | 3 488 910                                                     | 3 082 735                                                     | 88,4%                                                         | 2 175 952                                                     | 1 594 010                                                     | 73,25%                                                        |
| Cantabria                                                     | 666 465                                                       | 114 900                                                       | 125 200                                                       | 24 950                                                        | 931 515                                                       | 887 135                                                       | 95,2%                                                         | 582 905                                                       | 453 821                                                       | 77,85%                                                        |
| Castilla-La Mancha                                            | 2 256 795                                                     | 446 800                                                       | 411 700                                                       | 101 375                                                       | 3 216 670                                                     | 2 952 083                                                     | 91,8%                                                         | 2 045 221                                                     | 1 516 321                                                     | 74,13%                                                        |
| Castilla y León                                               | 2 819 415                                                     | 412 400                                                       | 481 200                                                       | 102 200                                                       | 3 815 215                                                     | 3 676 926                                                     | 96,4%                                                         | 2 394 918                                                     | 1 912 497                                                     | 79,85%                                                        |
| Cataluña                                                      | 8 368 460                                                     | 1 604 900                                                     | 1 514 300                                                     | 375 750                                                       | 11 863 410                                                    | 10 795 242                                                    | 91,0%                                                         | 7 780 479                                                     | 5 615 945                                                     | 72,17%                                                        |
| Ceuta                                                         | 95 580                                                        | 22 400                                                        | 18 100                                                        | 4150                                                          | 140 230                                                       | 108 895                                                       | 77,7%                                                         | 84 202                                                        | 56 262                                                        | 66,81%                                                        |
| C. Valenciana                                                 | 5 719 150                                                     | 1 213 650                                                     | 863 900                                                       | 213 450                                                       | 8 010 150                                                     | 7 450 805                                                     | 93,0%                                                         | 5 057 353                                                     | 3 866 367                                                     | 76,45%                                                        |
| Extremadura                                                   | 1 216 295                                                     | 218 200                                                       | 186 000                                                       | 51 750                                                        | 1 672 245                                                     | 1 666 965                                                     | 99,7%                                                         | 1 063 987                                                     | 863 450                                                       | 81,15%                                                        |
| Galicia                                                       | 3 117 589                                                     | 507 400                                                       | 573 400                                                       | 12 270                                                        | 4 321 089                                                     | 4 321 801                                                     | 100%                                                          | 2 701 819                                                     | 2 235 381                                                     | 82,73%                                                        |
| C. de Madrid                                                  | 7 602 579                                                     | 1 645 800                                                     | 1 220 900                                                     | 321 450                                                       | 10 790 729                                                    | 9 546 506                                                     | 88,5%                                                         | 6 779 888                                                     | 4 999 281                                                     | 73,73%                                                        |
| Melilla                                                       | 96 750                                                        | 23 500                                                        | 15 100                                                        | 5750                                                          | 141 100                                                       | 98 746                                                        | 70,0%                                                         | 87 076                                                        | 52 402                                                        | 60,17%                                                        |
| Región de Murcia                                              | 1 687 865                                                     | 398 000                                                       | 253 100                                                       | 68 300                                                        | 2 407 265                                                     | 2 173 120                                                     | 90,3%                                                         | 1 511 251                                                     | 1 123 389                                                     | 74,33%                                                        |
| Navarra                                                       | 734 325                                                       | 151 500                                                       | 136 600                                                       | 32 750                                                        | 1 055 175                                                     | 958 545                                                       | 90,8%                                                         | 661 197                                                       | 504 160                                                       | 76,24%                                                        |
| País Vasco                                                    | 2 484 900                                                     | 526 100                                                       | 444 200                                                       | 110 850                                                       | 3 566 050                                                     | 3 271 272                                                     | 91,7%                                                         | 2 220 504                                                     | 1 707 475                                                     | 76,89%                                                        |
| La Rioja                                                      | 369 785                                                       | 67 600                                                        | 53 300                                                        | 15 200                                                        | 505 885                                                       | 467 002                                                       | 92,3%                                                         | 319 914                                                       | 246 207                                                       | 76,96%                                                        |
| España                                                        | 52 895 871                                                    | 10 752 630                                                    | 9 202 000                                                     | 2 324 960                                                     | 75 175 461                                                    | 69 332 829                                                    | 92,2%                                                         | 47 450 795                                                    | 36 005 546                                                    | 75,87%                                                        |